# Libia
Libia (en árabe: ليبيا‎, romanizado: Lībiyā), oficialmente el Estado de Libia (en árabe: دولة ليبيا‎, romanizado: Dawlat Lībiyā), es un país soberano republicano del norte de África. Su capital es Trípoli. Limita con el mar Mediterráneo al norte, al oeste con Túnez y Argelia, al sur con Níger y Chad, al sureste con Sudán y al este con Egipto.
Hasta el derrocamiento de Muamar el Gadafi en  2011, el país poseía la esperanza de vida más alta de África (solo por detrás de las ciudades e islas españolas de Ceuta, Melilla e islas Canarias, y de la isla británica de Santa Elena), con 77,65 años. También contaba con el PIB (nominal) per cápita más alto del continente africano, y el segundo puesto atendiendo al PIB per cápita en paridad de poder adquisitivo (PPA). También tenía uno de los registros más altos de África en el índice de desarrollo humano (IDH), pero desde 2011 ha tenido notables decrecimientos.
Desde la llegada de los árabes en el siglo VII, Libia ha sido una tierra de religión islámica y ha tenido el árabe como lengua predominante. En el siglo XVI el Imperio español y la Orden de Malta ocuparon Trípoli hasta el inicio de la dominación otomana en 1551. Libia participó en las guerras berberiscas de los siglos XVIII y XIX. El gobierno otomano continuó hasta la ocupación italiana de Libia, que trajo el periodo colonial de la Libia italiana (1911-1943). Durante la Segunda Guerra Mundial el país fue campo de batalla de la campaña en África del Norte. Se independizó como reino en 1951, gobernado por Idris I hasta que un golpe de Estado militar lo derrocó en 1969; este suceso marcó el principio de una etapa de represión brutal de toda disidencia. El más destacado de los líderes del golpe fue Muamar el Gadafi, que se hizo con el poder durante la Revolución Cultural y lo conservó hasta la guerra de 2011, en la cual la OTAN apoyó a los rebeldes que se alzaron contra él. Desde entonces, Libia ha experimentado inestabilidad y violencia política que han afectado seriamente al comercio y a la producción de petróleo. La Unión Europea ha impulsado una operación para impedir la acción de redes de trata de personas que explotan a los refugiados que huyen de la guerra para radicarse en Europa.
Desde 2014 se ha mantenido una dualidad de cuerpos políticos que afirman ser el Gobierno de Libia. La Cámara de Representantes, resultante de las elecciones de junio de 2014, se reconoce en círculos internacionales como la cámara legislativa legítima, pero no controla territorio en la capital, Trípoli; se reúne en la ciudad cirenaica de Tobruk y apoya a un denominado Gobierno Interino con sede en la ciudad de Al Baida. A partir de agosto de 2014 la dualidad se produjo con el Congreso General de la Nación (CGN; véase también: Congreso General Nacional); pero hoy día se puede confirmar que el CGN ya ha concluido su actividad.  
El 17 de diciembre de 2015, se firmó en Sjirat un acuerdo para formar un Gobierno unificado y provisional, según el cual se crearon un Consejo Presidencial (una presidencia colegiada de nueve miembros, encabezada por Fayez al-Sarraj), y un Gobierno del Acuerdo Nacional provisional de diecisiete, hasta la celebración de nuevas elecciones en un plazo de dos años. El Congreso General de la Nación se integró en las nuevas estructuras y sus antiguos miembros conformaron una nueva Cámara de carácter consultivo, el Consejo de Estado Superior. Pero la Cámara de Representantes se negó a confirmar al Consejo Presidencial.
Por lo tanto, la dualidad actual es entre la Cámara de Representantes de Tobruk —reconocida solo en tanto que Parlamento legítimo— y el Consejo Presidencial y Gobierno de Acuerdo Nacional de Trípoli. Las Naciones Unidas siguen apoyando el diálogo entre ambos.

## Toponimia
Los Libu (R'bw, Ribou, Labu Laguatan, o Lwatae) fueron una antigua tribu bereber, de la cual deriva el nombre del país "Libia". Su ocupación de la Antigua Libia está atestiguada en textos egipcios del Imperio Nuevo, sobre todo del periodo ramésida. La primera mención es en una inscripción de Ramsés II. Laguatan fue el nombre que usaron los autores romanos para referirse a las tribus nómadas de Cirenaica. Han sido descritos como cazadores y nómadas, pero hay quien los considera sedentarios y cazadores.

## Historia
Las primeras menciones que aparecen de Libia en la historia se refieren a los mercenarios libios contratados por el Antiguo Egipto, en el primer milenio a. C. El ejército cartaginés de Aníbal Barca también contará más tarde con estos mercenarios que constituirán el punto más fuerte de la infantería de su ejército en su famosa expedición a la península itálica a través de los Alpes. La franja costera del país fue visitada por griegos y fenicios, y dominada más tarde por el Imperio romano, el reino vándalo de Genserico, el Imperio bizantino, los árabes, el Imperio otomano y el Imperio italiano.

### Época colonial fenicia y griega
Los fenicios fueron los primeros en fundar establecimientos comerciales en Libia, cuando los mercaderes de Tiro (en el actual Líbano), desarrollaron relaciones comerciales con las tribus bereberes y firmaron tratados con ellos para asegurar su cooperación en la explotación de materias primas. Durante el siglo V a. C., la más grande de las colonias fenicias, Cartago, había extendido su hegemonía en la mayor parte del norte de África, donde existía una civilización, conocida como púnica. Los asentamientos púnicos en la costa de Libia incluían Oea (Trípoli más tarde), Libdah (más tarde Leptis Magna) y Sabratha. Estas tres ciudades se encontraban en un área que más tarde se llamaría Trípoli, o "Tres Ciudades", de la que Trípoli, la capital de la Libia moderna llevaría su nombre.
En el 630 a. C., los antiguos griegos colonizaron el este de Libia y fundaron la ciudad de Cirene. Doscientos años más tarde, cuatro importantes ciudades griegas se establecieron en la zona conocida como Cirenaica: Barce o Barca (más adelante Marj ); Euhesperides (más tarde Berenice y hoy en día Bengasi), Taucheira (más tarde Arsinoe, la actual Tocra); Balagrae (más tarde Bayda y Beda Littoria bajo la ocupación italiana, hoy en día suele escribirse como Al Baida) y Apolonia (más tarde Susa), el puerto de Cirene. Junto con Cirene, eran conocidas como la Pentápolis ("Cinco Ciudades").
Cirene fue uno de los grandes centros intelectuales y artísticos del mundo griego, y era famosa por su escuela de medicina, sus academias y su arquitectura. Los griegos de la Pentápolis resistieron las incursiones de los antiguos egipcios desde el este, así como las de los cartagineses por el occidente, hasta que en el 525 a. C. el ejército persa de Cambises II invadió la Cirenaica, que durante los próximos dos siglos permanecería bajo el dominio persa o egipcio. Alejandro Magno fue bien recibido por los griegos, cuando entró en la Cirenaica en el 331 a. C., volviendo a caer el este de Libia bajo el control de los griegos, esta vez como parte del Reino ptolemaico fundado por Ptolomeo I. Más tarde, se formaría una federación de la Pentápolis que sería gobernada por un rey habitualmente perteneciente a la casa real ptolemaica. 
Ptolomeo Apión, el último gobernante griego, legó la Cirenaica a Roma, que anexionó formalmente la región en el 74 a. C. y la unió con Creta como una de las provincias senatoriales romanas.

### Libia romana

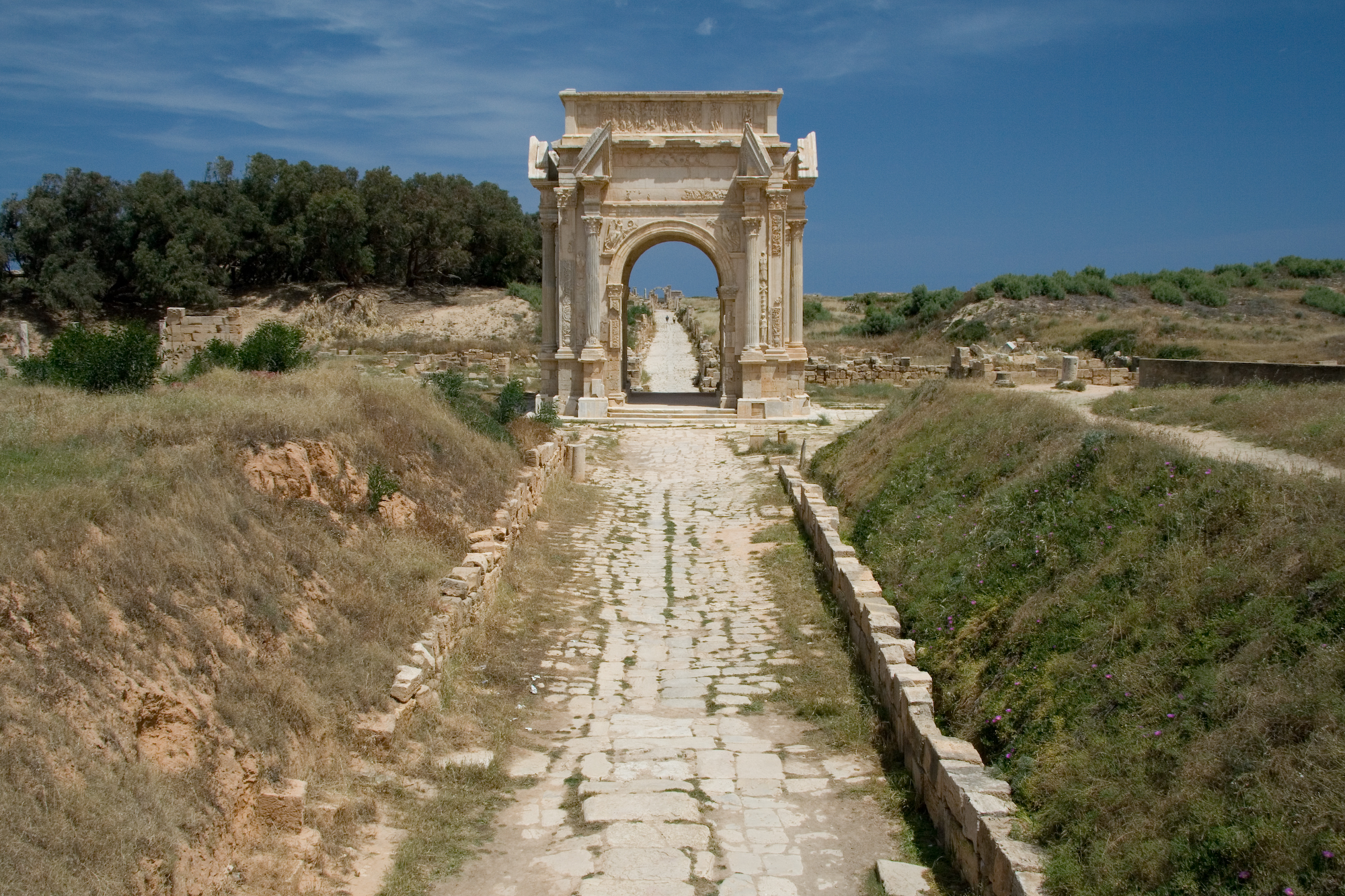
Arco de Septimio Severo en Leptis Magna.

Después de la caída de Cartago, los romanos no ocuparon inmediatamente Tripolitania (la región del entorno de Trípoli), sino que la dejaron bajo el control de los reyes de Numidia, hasta que las ciudades costeras pidieron y obtuvieron su protección. Durante las guerras civiles romanas, Tripolitania (todavía no anexionada formalmente) y Cirenaica apoyaron a Pompeyo y Marco Antonio contra, respectivamente, César y Octavio. Los romanos completaron la conquista de la región en tiempos de Augusto, ocupando el norte de Fezán ("Fasania") con Lucio Cornelio Balbo el Menor. Como parte de la Africa Nova la Regio Tripolitana o provincia de Tripolitania alcanzó gran prosperidad, y llegó a su edad de oro en los siglos II y III, cuando la ciudad de Leptis Magna, lugar de origen de la dinastía de los Severos, estaba en su mayor apogeo. Por otra parte, las primeras comunidades cristianas se establecieron en Cirenaica en la época del emperador Claudio, pero fue devastada en gran parte durante la Guerra de Kitos y, aunque sería repoblada por Trajano mediante colonias militares, a partir de entonces comenzaría su decadencia. A pesar de todo, durante más de 400 años, Tripolitania y Cirenaica fueron parte de un Estado cosmopolita cuyos ciudadanos compartían una lengua común, un sistema legal y una identidad romana.
Las ruinas romanas, como las de Leptis Magna y Sabratha, existentes en la actual Libia, dan testimonio de la antigua vitalidad de la región, cuando ciudades populosas e incluso pueblos más pequeños disfrutaron de las comodidades de la vida urbana en forma de foros, mercados, espectáculos públicos o termas, que se encuentran en todos los rincones del Imperio Romano. Comerciantes y artesanos de diversas partes del mundo romano se establecieron en el norte de África, pero el carácter de las ciudades de Tripolitania se mantuvo decididamente púnico y, en Cirenaica, el carácter griego. Tripolitania fue un gran exportador de aceite de oliva, así como un centro del comercio de marfil y animales salvajes llevados a la costa por los Garamantes, mientras que Cirenaica fue un importante centro productor de vinos, hierbas medicinales (silfio) y caballos. El grueso de la población del campo consistía en agricultores bereberes, que en el oeste fueron casi completamente «romanizados» en la lengua y las costumbres. Hasta el siglo X la lengua romance de África se mantuvo en uso en algunas zonas de Tripolitania, principalmente cerca de la frontera con Túnez.
Cuando a la muerte del emperador Teodosio, en el año 395, el Imperio Romano se divide, la Pentápolis o Cirenaica se integra en el Imperio romano de Oriente y la Regio Tripolitana en el Imperio romano de Occidente. El Imperio romano de Occidente cae en el año 476; es una época de crisis, que en el norte de África facilita la llegada de los vándalos, cuyo dominio se extiende a Tripolitania. Bajo el reinado de Justiniano I, el Imperio romano de Oriente intenta recuperar el control sobre las regiones perdidas; el general Belisario lanza una serie de campañas en el Mediterráneo occidental, que entre otros éxitos permiten expulsar a los vándalos de la Numidia y de la Regio Tripolitana. En ese periodo se establece un Exarcado de África, con capital en la Cartago romana, que se extiende a la Regio Tripolitana. Sin embargo, la crisis, las tendencias centrífugas respecto al Imperio y la inestabilidad de un fin de época persisten en toda la región.

### Islamización de Libia

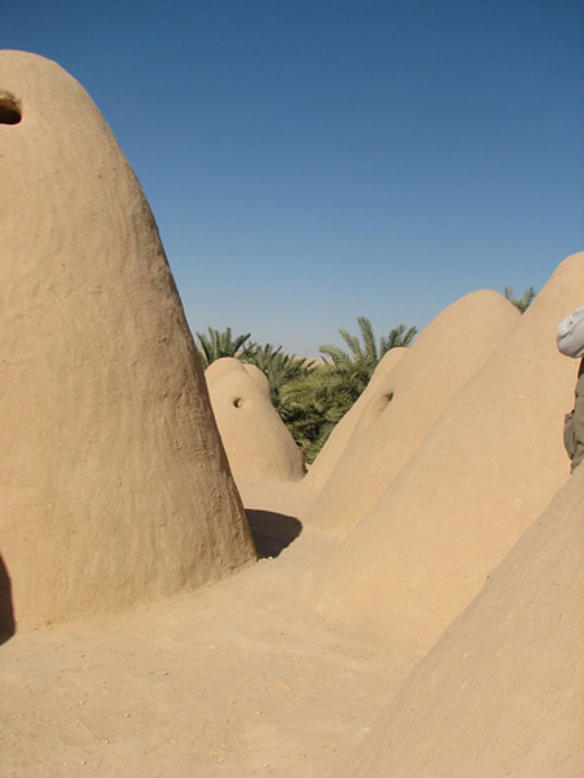
La mezquita de Atiq, en Awjila, es la mezquita más antigua del Sáhara.

El territorio costero correspondiente a la actual Libia fue conquistado por los árabes musulmanes a mediados del siglo VII junto con el resto del norte de África o Magreb. El dominio árabe se implantó allí hacia los años 642 a 644, durante el reinado del califa Omar (o Úmar ibn al-Jattab), a través de las campañas del caudillo militar Amr ibn al-As, el conquistador árabe de Egipto.
Tras obtener la rendición de Alejandría y asegurar así el dominio sobre Egipto, Amr ibn al-As dirigió sus tropas hacia el oeste a finales del 642 d. C. Su ejército avanzó sin oposición hasta Barca (Barqa). La guarnición bizantina huyó de la ciudad y la población llegó a un acuerdo de paz con Amr ibn al-As a cambio de un tributo de capitación (la yizia) que sumaba trece mil dinares.
Tras Barca, los árabes se dirigieron hacia la antigua Regio Tripolitana. Pusieron asedio a Oea (Trípoli), que tuvo que capitular tras un mes. Amr avanzó con el ejército árabe hacia Sabratha, que fue tomada y saqueada; Leptis Magna también fue conquistada. Tras estas campañas, Amr ibn al-As regresó a Egipto. La expedición había sido una incursión más que una conquista, y Amr solo dejó fuerzas musulmanas en la ciudad de Barca, de la que nombró gobernador a Uqba ibn Nafi, que lo había acompañado en la expedición.
Tras la conquista, diversas tribus árabes se establecieron en la región (en un proceso que se extiende hasta la llegada de las tribus Beni Sulaim y Beni Hilal en el siglo XI) y por su parte la antigua población bereber se islamizó con rapidez. La religión musulmana sustituyó a la cristiana desde entonces, aunque quedaron algunos pequeños enclaves en las áreas bereberes de Libia hasta el año mil. La lengua árabe se impuso desplazando a la lengua neolatina de Tripolitania y al griego de la Cirenaica, si bien la lengua bereber conservó una parte de su presencia (y se mantiene hasta hoy en ciertas zonas y ciudades). Este proceso es el que está en el origen y la base de la actual composición étnica y tribal de Libia. 
Durante la Edad Media, la zona oeste de la Libia actual, la franja costera de Tripolitania, fue gobernada como parte de la Ifriquiya, mientras que la zona del Este fue gobernada por dinastías con sede en Egipto, como los fatimíes y más tarde los mamelucos.

### Libia bajo el Imperio otomano
En 1510, las tropas castellanas de Pedro Navarro, al servicio del rey Fernando el Católico tomaron Trípoli; posteriormente el rey Carlos I de España (Carlos V) cedió la ciudad en 1530 a los Caballeros de San Juan (la Orden de Malta) que habían sido expulsados de Rodas por los turcos. Los cristianos fueron derrotados y expulsados de Trípoli en agosto de 1551 por corsarios turcos, actuando en nombre del Imperio otomano.
Los otomanos establecieron a continuación el Eyalato otomano de Trípoli o Tripolitania. Este se extendía a lo largo de la costa meridional del mar Mediterráneo, entre Túnez al oeste y Egipto al este. Aparte de la ciudad y el territorio de la antigua Tripolitania, sus territorios incluían la región y la meseta de Barka (según la escritura turca; consúltese: Barca), es decir la antigua Cirenaica, y los oasis de Aujila y el Fezán, separados entre sí por arena y piedra. En suma, el Eyalato de Trípoli llegó a incluir un territorio que tiene cierta similitud con el de la Libia actual.
Constantinopla mantendría una soberanía sobre la zona que se hizo casi solamente nominal cuando en 1711 el oficial jenízaro Ahmed Karamanli se adueñó del poder, fundando la dinastía Karamanli, que se mantuvo hasta el año 1835. En ese periodo tuvieron lugar las dos guerras berberiscas con los Estados Unidos de América (la primera en 1801 a 1805 y la segunda en 1815). 
El dominio de los Karamanli llegó a su fin en 1835, en que el Sultán Mahmut II se sirvió de los conflictos locales para recuperar la autoridad directa del Imperio otomano sobre el territorio, que se denominó a partir de 1865 el Valiato de Trípoli. 
Sin embargo, debido la debilidad del poder otomano en esa época, gran parte de la costa y el desierto escapaba a su control. En el este, el clérigo sufí Sayyid Muhammad ibn Ali as-Senussi (nacido en las proximidades de Mostaganem, en Argelia), llamado el Gran Senussi, fundó un movimiento religioso, la orden Sanusí, y llamó a la resistencia frente al gobierno otomano, estableciendo su sede en el oasis de Al Jaghbub, en la Cirenaica. Su hijo, Muhammad al-Mahdi as-Senussi, considerado un gran orador y excelente administrador, amplió la influencia del movimiento en toda la región del Sáhara y consolidó sus estructuras en el territorio de Cirenaica, trasladando su capital a Kufra. La dura respuesta de los gobernadores otomanos aumentó el prestigio de los Senussi y de su llamamiento a resistir a la ocupación extranjera. 
La dinastía Senussi retomó más tarde la resistencia contra la nueva invasión, la italiana, y cuando llegó la independencia de Libia uno de sus descendientes, nieto del Gran Senussi, fue el primer jefe de Estado de la Libia independiente, como rey con el título de Idrís I.

### La ocupación italiana de Libia

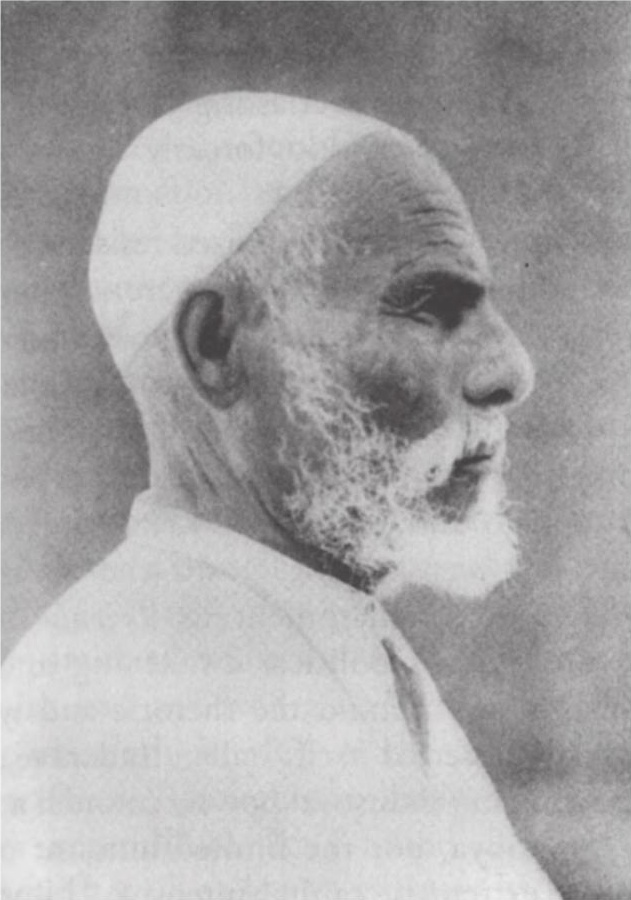
Omar Al-Mukhtar fue el líder de la resistencia libia en la Cirenaica contra la colonización italiana.

En septiembre de 1911, el territorio de Libia fue invadido por Italia. Hasta ese momento, debido a su escaso valor económico y estratégico, el territorio (a la sazón controlado por jefes beduinos) se había librado de la voracidad de las potencias imperialistas europeas. Pero los italianos, que deseaban crear un imperio colonial, no tenían mejores tierras que invadir, a lo que se unió la cercanía geográfica del territorio con su propia península. Después de una sangrienta guerra de "pacificación" que duró unos diez años, los italianos empezaron a colonizar con éxito el territorio, especialmente en la costa donde el gobernador Italo Balbo (que uniendo en 1934 Tripolitania y Cirenaica creó la "Libia" actual) fundó varias pequeñas ciudades agrícolas.
La economía de Libia experimentó un enorme desarrollo, desde la viabilidad con puertos y aeropuertos nuevos hasta la creación de un "Grand Prix" automovilístico de fama internacional en Trípoli. También los árabes locales se asociaron al desarrollo de la Libia italiana, hasta el punto de que en 1940 había dos divisiones de soldados libios en el ejército colonial italiano.
El dominio italiano sobre Libia duró hasta el final de la Segunda Guerra Mundial, conflagración en la que el territorio libio fue escenario de la campaña en África del Norte, con la lucha entre el Afrika Korps de Erwin Rommel, por parte del Eje, y las tropas de Montgomery, por parte de Gran Bretaña y las fuerzas aliadas.

### Reino de Libia

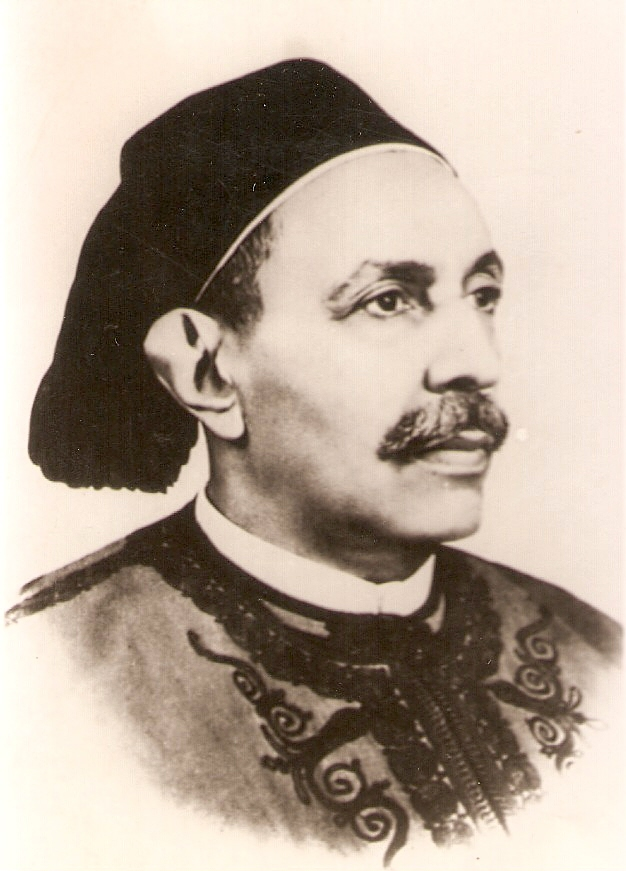
El rey Idris I proclamó la independencia de Libia el 24 de diciembre de 1951; reinó hasta 1969, cuando fue derrocado por un golpe de Estado.

Al final de la Segunda Guerra Mundial, los aliados no logran ponerse de acuerdo sobre el futuro de la antigua colonia italiana. En ese momento era un territorio más de cinco veces mayor que la propia Italia. Sin embargo, la población no sobrepasaba el millón de habitantes, por lo que representaba un destino apropiado para el remanente de población de Italia que empezó a buscar lugares a los cuales emigrar después de la guerra. Los recelos entre Occidente y la Unión Soviética hacen que finalmente la ONU decida dar la independencia al país dejándolo en manos del rey Idris.
De esta forma Libia fue la primera colonia africana en lograr la independencia (Egipto la había conseguido anteriormente, pero desde el punto de vista legal era un protectorado británico, con un monarca que ya reinaba antes de la descolonización, a diferencia de Libia). Más adelante las potencias europeas lamentarían este hecho, pues contribuyó a desencadenar las diferentes luchas por la independencia africana. Además perdieron la última oportunidad de construir un Estado de estilo europeo en el litoral sur del Mediterráneo.
«Londres favoreció la aparición de una monarquía controlada por Arabia Saudita [y] la dinastía Senussis. El régimen  extranjero promovía los intereses económicos y militares anglosajones. [...] La riqueza proveniente del petróleo no se tradujo en beneficios para la población.»

### Gran República Árabe Libia Popular y Socialista

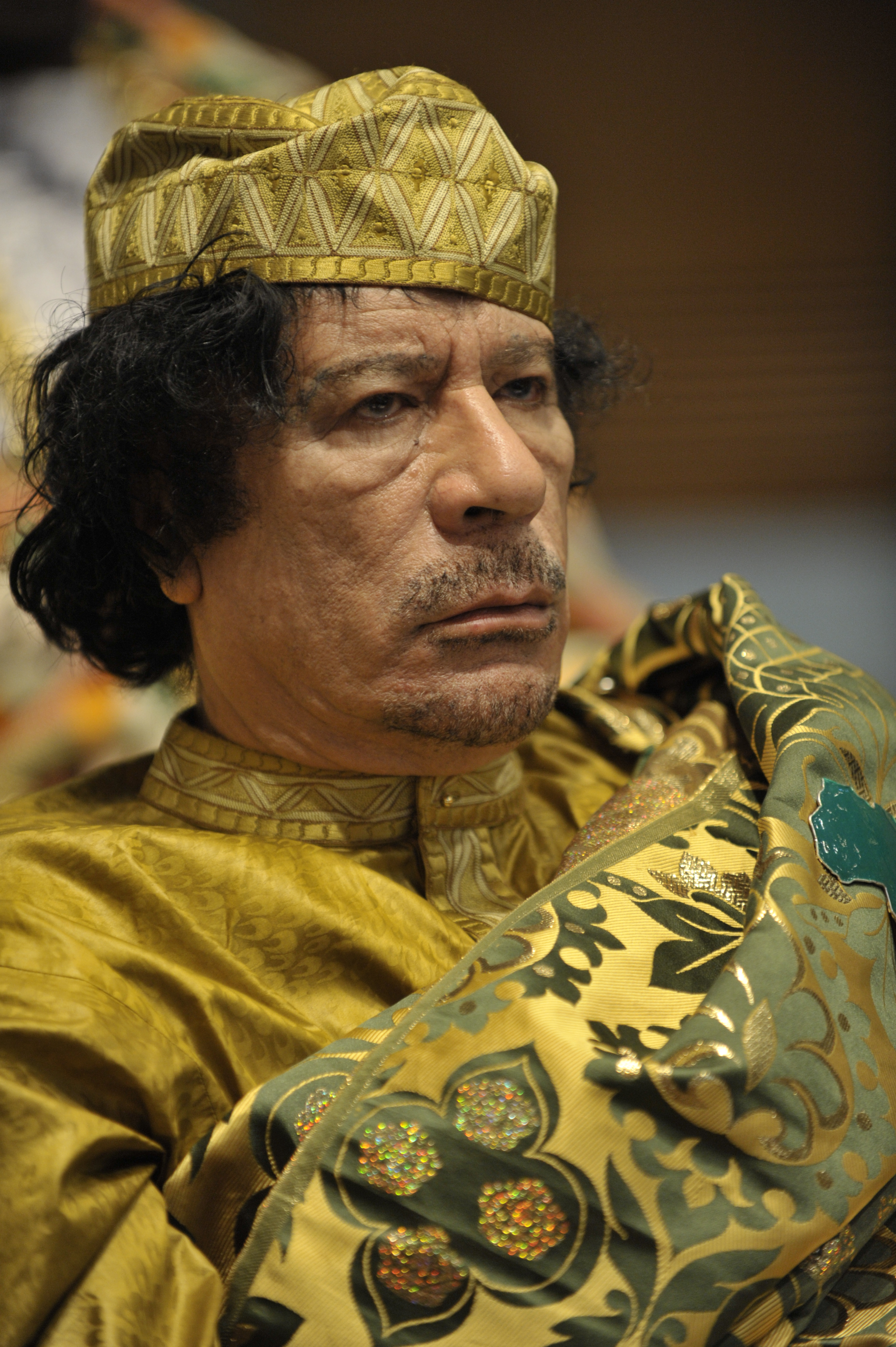
Muamar el Gadafi.

El coronel Muammar al-Gaddafi fue el principal líder del grupo de coroneles y otros oficiales que en 1969 llevó a cabo la revolución que derrocó al rey Idris I. En un principio se formó una república de orientación panarabista; pero a partir de 1977 Gadafi implantó un régimen de gobierno socialista conocido como Yamahiriya («Estado de las masas»), que pretendía ser un sistema de gobierno directo donde el pueblo ejercía el poder mediante la participación directa y protagonista en las tomas de decisiones (poder popular), basado en el panarabismo y el islam.
El régimen emprendió una reforma agraria, nacionalizó la industria petrolera, impulsó un sistema de seguridad social, asistencia médica gratuita y participación de los trabajadores en las ganancias de las empresas del Estado. La electricidad empezó a llegar de manera gratuita a la población; la alfabetización incrementó de 5 a 83 por ciento.
De 1977 en adelante, el PIB per cápita en el país se elevó a más de 11 000 dólares, el quinto más alto de África, y el Índice de desarrollo humano ascendió hasta ser el quinto de África y mayor que el de Arabia Saudí. Eso se consiguió sin pedir préstamos al exterior, manteniendo a Libia sin deuda. El Gran Río Artificial también se construyó para permitir el libre acceso a agua fresca en grandes partes del país. Además, se prestó apoyo financiero para becas universitarias y programas de empleo.
Gaddafi duplicó el salario mínimo, introdujo controles de precios estatutarios e implementó reducciones de alquiler. Gadafi también quería combatir las estrictas restricciones sociales impuestas a las mujeres por el régimen anterior, estableciendo la Formación de Mujeres Revolucionarias para fomentar la reforma. En 1970, se introdujo una ley que afirmaba la igualdad de sexos e insistía en la paridad salarial. En 1971, Gaddafi apoya la creación de una Federación General de las Mujeres de Libia. En 1972, se promulgó una ley que penalizaba el matrimonio de las mujeres menores de dieciséis años y aseguraba que el consentimiento de la mujer era un requisito previo necesario para el matrimonio.
Desde 1978 y hasta 1987, existieron conflictos entre Libia y Chad, por la participación libia en la guerra civil de Chad. Las fuerzas libias apoyaron a una facción, aportaron tropas y pertrechos en la zona fronteriza y en un momento dado lograron avanzar hasta la capital. Finalmente los chadianos consiguieron que los libios se retiraran de su territorio, en la llamada "Guerra de los Toyota".
En 1986, Ronald Reagan ordenó el bombardeo de las dos principales ciudades libias, Trípoli y Bengasi en respuesta al Atentado a la discoteca La Belle y otros ataques terroristas presuntamente apoyados por los libios; en estas acciones murieron varios civiles, incluyendo una hija adoptiva de Gadafi, Jana. Al final de la década del 1980, dos aviones fueron hechos estallar en atentados terroristas, uno en el Reino Unido y otro en África. Los Estados Unidos, el Reino Unido y Francia acusaron a Libia de dichas acciones y emprendieron una serie de sanciones que llevaron al aislamiento del país. En 2003 el Gobierno libio reconoció la responsabilidad de ciudadanos libios en estos atentados y llegó a acuerdos por los que se comprometía a indemnizar a los familiares de las víctimas de los dos aviones. Como consecuencia, se levantaron las sanciones que existían sobre el país.

### Guerra civil y rebelión de 2011

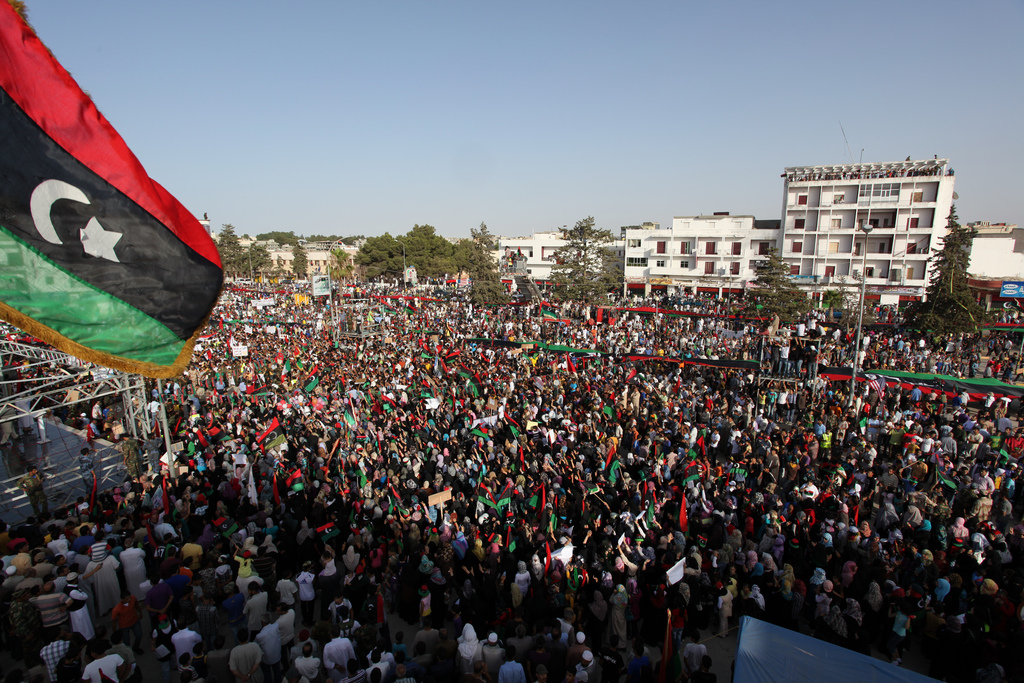
Manifestaciones en Al Bayda a favor de la rebelión.

A principios del 2011 se produjeron una serie de protestas en el mundo árabe y una parte de la población de Libia se manifestó contra el régimen de Muamar el Gadafi mientras otro segmento mantuvo su apoyo. Los opositores controlaban mediante comités populares las ciudades de Tobruk, Derna, Al Bayda, Al Marj, Bengasi y Ajdabiya en el este; Misurata, Bani Walid, Al Khums, Tarhunah, Gharyan, Zuara, Al Jufrah, Zauiya y Nalut en el oeste, rodeando la capital. Gadafi, con 120 000 leales al régimen —algunos hablaban de que fueron mercenarios chadianos, cosa que el gobierno de Chad negó categóricamente— controló las ciudades de Trípoli y Sirte en el oeste y Sabha en el sur. Se alegó que Gadafi reprimió con gran dureza las manifestaciones mediante mercenarios y ataques aéreos, pero esto nunca fue probado. En Bengasi, al menos 130 militares fueron asesinados por negarse supuestamente a disparar contra el pueblo desarmado. Dos pilotos libios expresaron a las cadenas de noticias que desertaron para evitar cumplir las órdenes de disparar contra la población civil y fueron varios los ministros, embajadores y líderes religiosos que abandonaron a Gadafi. La ONU hizo una estimación de más de 2000 muertos civiles a manos del régimen, y emitió la Resolución 1970 del Consejo de Seguridad de las Naciones Unidas y solicitó así una investigación internacional sobre la violenta represión que incluía crímenes contra la humanidad. La Coalición Internacional contra los Criminales de Guerra contabilizaba además 3980 heridos y al menos 1500 desaparecidos. La situación de las ciudades de Zlitan y Al 'Aziziyah, en el oeste y cercanas a Trípoli, era incierta y había combates en Misurata y Zauiya, donde las tropas de Gadafi fueron rechazadas por los opositores.
El 17 de marzo se aprobó la Resolución 1973 del Consejo de Seguridad de las Naciones Unidas estableciendo una zona de exclusión aérea. A las 19:30 del 19 de marzo, Estados Unidos y Reino Unido lanzaron misiles Tomahawk sobre objetivos militares libios cerca de Trípoli, según la operación "Odisea al amanecer", una operación que comienza cuando aviones de combate franceses lanzaron ataques contra las fuerzas leales al régimen de Muamar el Gadafi. La televisión Libia, en cierto momento, ha dicho que ha derribado un avión francés. Países como el Reino Unido, España y Dinamarca se unieron a la ofensiva aliada al día siguiente. Horas más tarde, sería Catar el primer país árabe en unirse a la lucha contra Gadafi.

Guerra de Libia de 2014-2016:
Cámara de Representantes de Libia Consejo de Estado Superior (de facto) Estado Islámico Tuareg

El 22 de agosto, tras la batalla de Trípoli, el régimen de Gadafi se desmoronó. El 29 de agosto, Jean Ping, presidente de la Unión Africana denunció matanzas de negros por parte del miembros del Consejo Nacional de Transición, con la excusa de ser mercenarios. La ciudad de Bani Walid fue tomada el 17 de octubre.
El 20 de octubre de 2011 concluyó este conflicto armado con la toma de Sirte, el último reducto gadafista en pie. El coronel Gadafi fue capturado y ejecutado sin juicio por los rebeldes el 20 de octubre de 2011.
El Consejo Nacional de Transición estuvo plagado de divisiones internas durante su mandato en Libia como autoridad provisional de gobierno. Se pospuso la formación de un gobierno provisional interino en varias ocasiones durante el período anterior a la muerte de Muamar Gadafi en su ciudad natal de Sirte, el 20 de octubre. En el momento del anuncio de la liberación de Libia el 23 de octubre el CNT aún no había formado un gobierno provisional, pero aseguró que lo haría dentro de treinta días. El 23 de octubre se anunció que se estaban celebrando consultas para formar un gobierno de transición dentro de un mes, seguido de elecciones para una Asamblea Constituyente en ocho meses y elecciones parlamentarias y presidenciales a celebrarse dentro de un año.

### Las elecciones de 2012: formación del Congreso General Nacional (CGN)
El Consejo Nacional de Transición se había concebido como una organización provisional y, aunque funcionó como gobierno después de la caída del régimen de Gadafi, no tenía legitimidad para conducir la transición.
A fin de salir de la improvisación y dotar de legitimidad al proceso, en 2012 se organizaron elecciones para una cámara legislativa que debía concluir la transición. De este modo, el Congreso General Nacional de Libia (CGN) fue elegido en 2012 con el encargo de completar la transición de Libia mediante una Constitución democrática; por ello se le fijó un mandato reducido de 18 meses.
La composición del CGN era de 200 diputados. Pero el sistema para la elección del CGN fue mixto. Solo una parte de los diputados se eligió a través de las listas de partidos políticos: 80. Los 120 diputados restantes se eligieron a partir de candidaturas individuales. En las elecciones en las listas de partidos, el ganador fue la Alianza de Fuerzas Nacionales, encabezada por Mahmoud Jabril, que obtuvo 39 diputados, y en segundo lugar quedó el Partido Justicia y Construcción (afín a los Hermanos Musulmanes). Sin embargo, los resultados de las candidaturas individuales distorsionaron el funcionamiento del CGN. Mahmoud Jabril no pudo ser elegido presidente y se buscó un candidato alternativo. Se eligió a Mohamed Yousef al-Magariaf como su presidente, pero en 2013 tras la aprobación de la Ley de Aislamiento Político, tuvo que retirarse. Fue sustituido por Nuri Abu Sahmain, que contó con el apoyo de los islamistas del CGN y que se mantuvo en el cargo hasta la abolición del órgano. 
El 14 de octubre de 2012 el Congreso General Nacional eligió como primer ministro a Alí Zeidan, que se vio forzado a abandonar el cargo el 11 de marzo de 2014 tras perder una moción de censura. 
El sistema mixto utilizado para la elección generó un funcionamiento confuso del CGN. Los enfrentamientos entre moderados e islamistas y la falta de consenso en la aprobación de las leyes impidieron que se cumplieran los objetivos fijados.

### Guerra de Libia de 2014
Es el conflicto en curso entre grupos rivales que buscan el control del territorio de Libia ante el vacío de poder que persiste desde la guerra de 2011. Dos gobiernos se disputan el poder apoyados por distintas milicias: uno sostenido por la ONU en Trípoli, con el apoyo de diversas milicias, y otro en el este bajo la ascendencia militar de Jalifa Haftar, comandante de las fuerzas armadas libias. 
Transcurrido el periodo de 18 meses en que el CGN debía haber concluido su misión, el trabajo sobre la nueva Constitución estaba apenas empezando y el CGN trató de prolongar unilateralmente su mandato, pero se vio forzado a celebrar elecciones para un nuevo órgano legislativo, la Cámara de Representantes. En esa evolución tuvo un importante papel el general Jalifa Haftar que ordenó la disolución del CGN de Trípoli, al que consideraba dominado por los Hermanos Musulmanes. Al mismo tiempo lanzó con el apoyo de gran parte del Ejército Nacional Libio la llamada Operación Dignidad contra los grupos yihadistas e islamistas en Bengasi, algunos de los cuales también eran leales al CGN. 
Esos enfrentamientos armados, en los que participaron también fuerzas de las ciudades de Zintan y de Misurata, constituyen el comienzo de la segunda Guerra de Libia (2014-actualidad). En esa atmósfera de enfrentamientos las elecciones se celebraron en junio de 2014, si bien la participación electoral fue muy baja (un 18 % del electorado). Como resultado se creó el nuevo Parlamento o Majlis, generalmente designado en los medios internacionales como Cámara de Representantes de Libia., que inauguró sus sesiones el 4 de agosto de 2014.
Pero en Trípoli un grupo minoritario de antiguos miembros del CGN, encabezado por el presidente saliente, Nuri Abu Sahmain, se negó a reconocer a la Cámara de Representantes y se declaró como el Congreso General de la Nación continuador de la legitimidad derivada de las elecciones de 2012. Aunque debía haberse disuelto tras las elecciones de junio de 2014, el 25 de agosto se reunió y proclamó un Gobierno de Salvación Nacional, designando como primer ministro a Omar Al Hassi. 
La Sala de Operaciones de los Revolucionarios Libios (SORL), un grupo armado leal a Nouri Abu Sahmain y el denominado Amanecer Libio apoyaron esa proclamación.
La Cámara de Representantes, presidida por Saleh Agilah Issa (Aguilah Issa) tuvo que abandonar Trípoli y se estableció en Tobruk, en el Este del país, donde el Ejército Nacional Libio tenía establecido su dominio. La Cámara de Representantes designó a su vez un Gobierno Interino, encabezado por el primer ministro Abdullah al-Thani.
Por otro lado, el Tribunal Supremo sito en Trípoli declaró en noviembre de 2014 que el Gobierno de Tobruk/Beida no es constitucional, pero este rechazó el fallo por considerar que se había aprobado bajo coacción.
Desde agosto de 2014, el CGN dejó de ser reconocido internacionalmente como el parlamento legítimo de Libia y este título pasó a la Cámara de Representantes. Sin embargo, los problemas derivados de la dualidad de Gobiernos y el conflicto armado requerían una solución, pero los grupos del país no conseguían alcanzar un acuerdo.
Al mismo tiempo, zonas de Libia escapaban al control de los dos Gobiernos, y varios grupos rebeldes, tribales e islamistas administraban ciudades en algunas zonas. La crisis se agravó cuando Daesh, el autodenominado Estado Islámico, llegó a Libia.
La comunidad internacional se veía obligada a proporcionar su mediación. La Organización de las Naciones Unidas apoyó la celebración de negociaciones de paz mediante una serie de reuniones en Ginebra y en Sjirat (Marruecos) entre los Gobiernos de Trípoli y Tobruk.
El 17 de diciembre de 2015, se firmó en Sjirat un acuerdo para formar un Gobierno unificado y provisional, según el cual se formó el Consejo Presidencial, una presidencia colegiada de nueve miembros, encabezada por Fayez al-Sarraj, y un Gobierno de Acuerdo Nacional provisional de diecisiete, hasta la celebración de nuevas elecciones en un plazo de dos o tres años. El Congreso General Nacional se integró en las nuevas estructuras y sus antiguos miembros conformaron una nueva Cámara de carácter consultivo, el Alto Consejo de Estado o Consejo de Estado Superior, mientras que la Cámara de Representantes recibía su confirmación como poder legislativo. Pero la Cámara de Representantes se negó a confirmar al Consejo Presidencial, se mantuvo en Tobruk y persistió en trabajar con el llamado Gobierno Interino.
Por lo tanto, la dualidad actual es entre la Cámara de Representantes de Tobruk -reconocida solo en tanto que Parlamento legítimo- por un lado, y el Consejo Presidencial y Gobierno de Acuerdo Nacional de Trípoli, reconocido como titular del poder ejecutivo, por otro lado. Las Naciones Unidas siguen apoyando el diálogo entre ambos.

## Gobierno y política

### Poder ejecutivo

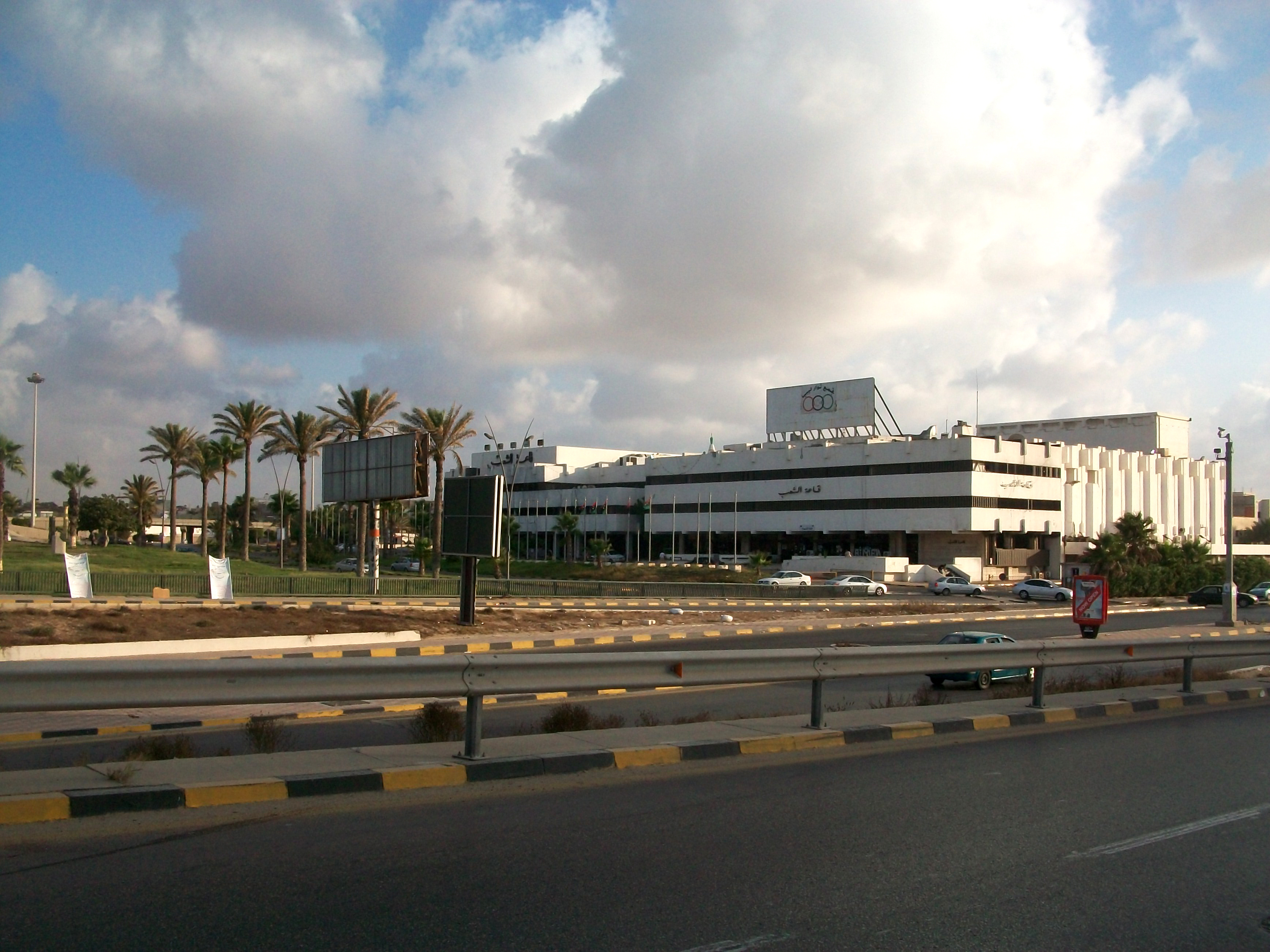
Antiguo Salón del Pueblo en Trípoli, la capital.

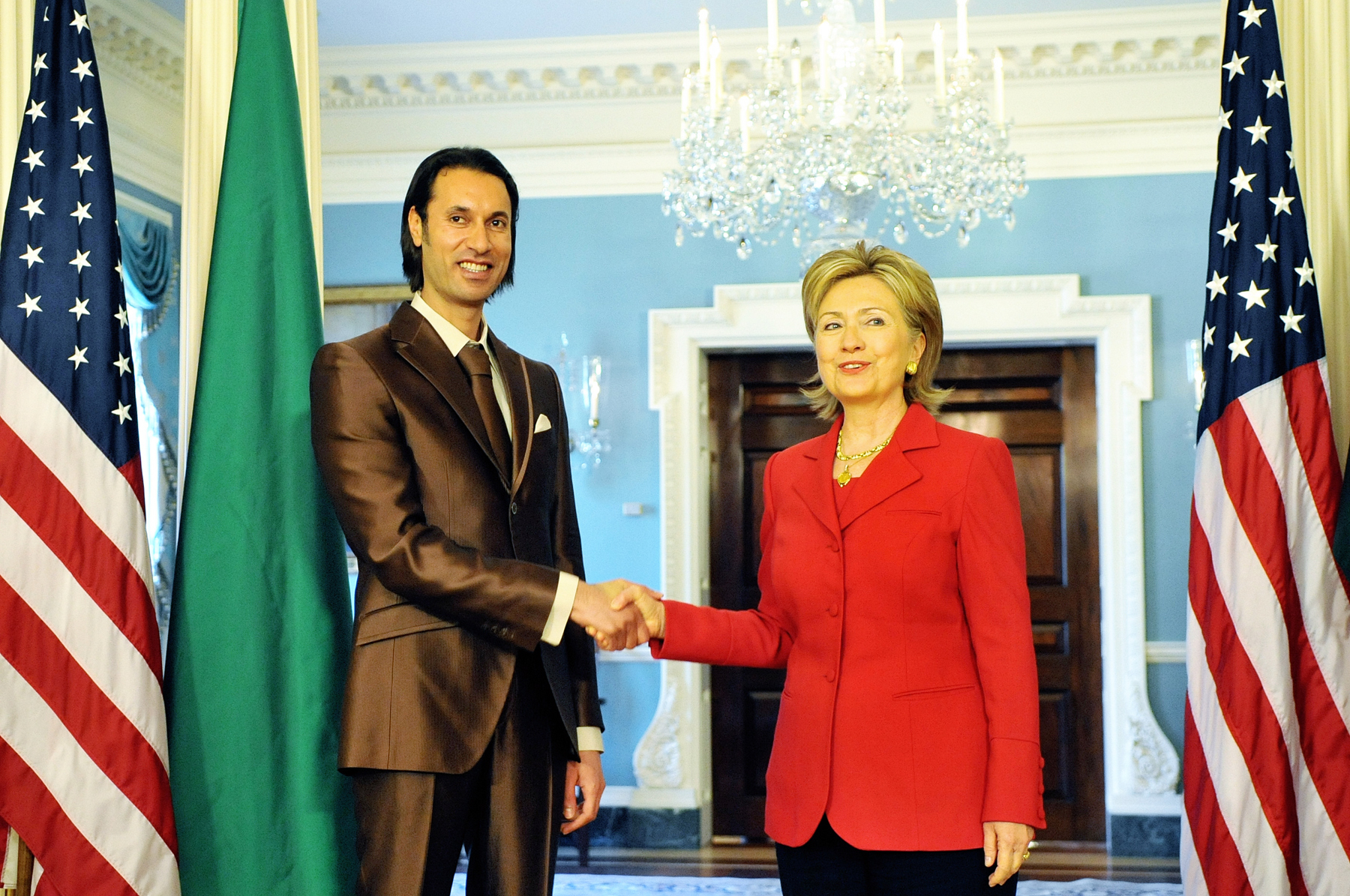
En abril de 2009, Moatassem Gadafi se reunió con Hillary Clinton, secretaria de Estado de los Estados Unidos

El Consejo Nacional de Transición fue un cuerpo político que se formó para representar a Libia por las fuerzas anti-Gaddafi durante la guerra de 2011. Ese 5 de marzo el consejo declaró ser el único representante de todo el Estado. En octubre había sido reconocido ya por 100 países, incluyendo a Francia, Italia, Alemania, Canadá, Catar y Turquía. Fue también apoyado por varios otros países árabes y países europeos. El 16 de septiembre, la ONU le reconoció oficialmente. El consejo formó un órgano de gobierno provisional, el Consejo Ejecutivo, el 23 de marzo con Mahmoud Jibril como presidente. Los Estados Unidos reconocieron oficialmente al Consejo Nacional en julio. El Reino Unido hizo lo mismo días después, expulsando a todos los diplomáticos del gobierno libio del país antes de la acreditación de un enviado del Consejo Nacional a la embajada libia en Londres.
Bengasi, la segunda ciudad de Libia y el centro de la resistencia contra Gadafi durante la guerra, sirvió como sede provisional del CNT para los meses siguientes a su creación. En agosto, el ministro de Finanzas Alí Tarhouni anunció que el CNT se trasladaba a Trípoli, presentándola como la capital de Libia, con efecto inmediato. Sin embargo, no fue hasta principios de septiembre, cuando las oficinas del CNT y los ministros, entre ellos su presidente Mustafa Abdul Jalil, se retiraron de Bengasi, debido a que esta ciudad es más segura y la infraestructura está bien establecida.
Al año siguiente el Consejo se disolvió formalmente, sin haber sido reconocido por Estados como Nicaragua, Namibia, Zimbabue, Bolivia y Venezuela. Uruguay se abstuvo. Le sustituyó el hoy gobernante Congreso General de la Nación.

### Poder legislativo
El Congreso Nacional Unicameral está conformado por doscientos senadores elegido por casi setenta circunscripciones y los otros ochenta senadores son elegidos por otras veinte circunscripciones.
Las primeras elecciones del Congreso Nacional se desarrollaron a mediados de 2012. El 20 de febrero de 2014 hubo elecciones para elegir la comisión constituyente con muy escasa participación.

### Poder judicial
El sistema judicial de Libia se basa en la sharia, es decir, la ley islámica. Sin embargo, después de la rebelión de 2011, el gobierno de transición ha tenido dificultades para la aplicación de la ley. En 2014, el sistema judicial libio aún se encontraba en desarrollo y era dirigido por entidades estatales y no gubernamentales.

### Fuerzas armadas
El ejército libio de tierra, contaba con 45 000 miembros en el 2003 y una armada de 9000; las fuerzas aéreas sumaban 25 000 hombres. Existen trece bases militares en Libia.

### Derechos humanos

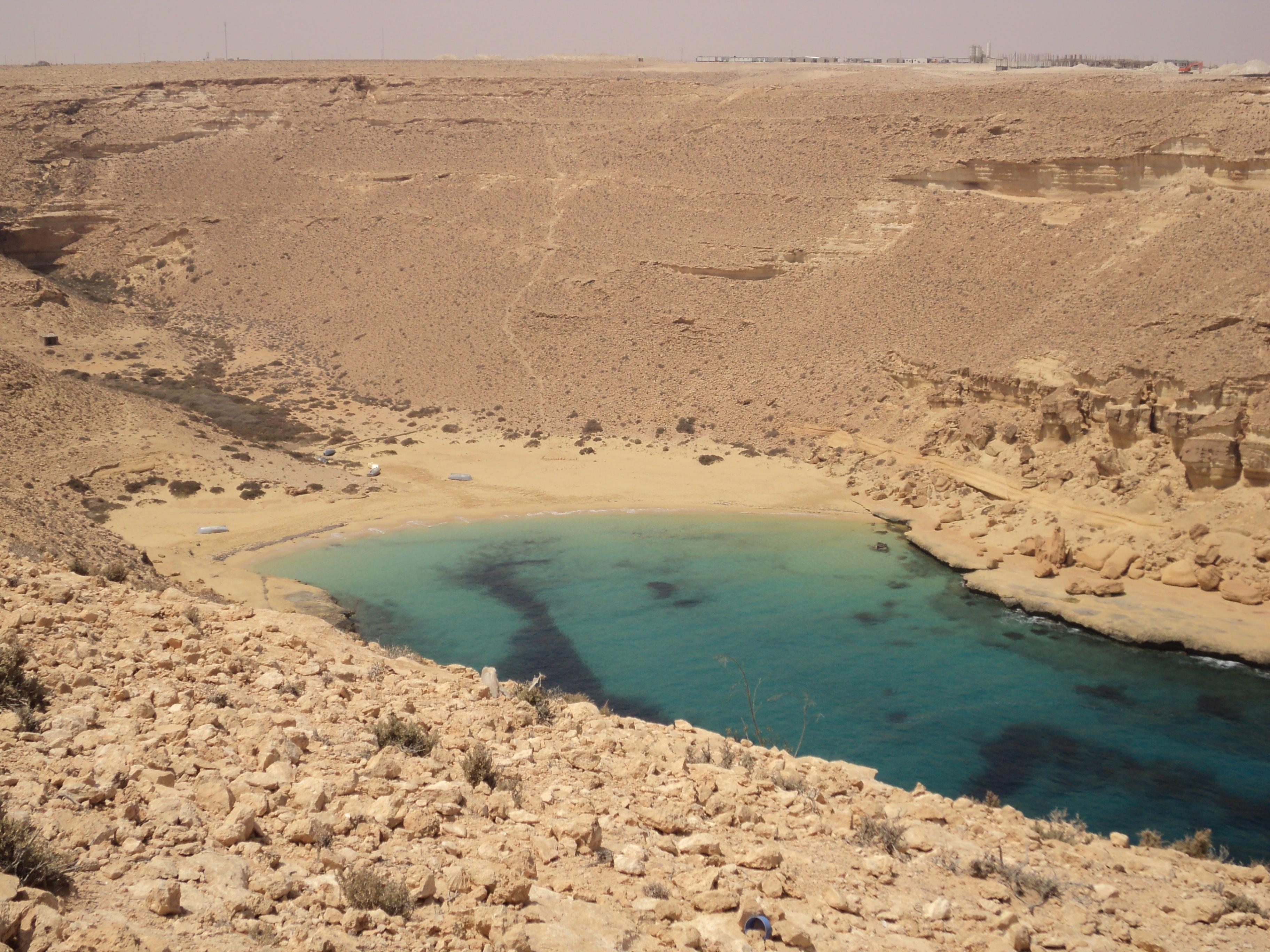
La Costa Rocosa de Bardia, Libia

En materia de derechos humanos, respecto a la pertenencia a los siete organismos de la Carta Internacional de Derechos Humanos, que incluyen al Comité de Derechos Humanos (HRC), Libia ha firmado o ratificado:
| Libia | Tratados internacionales                                                                                                   | Tratados internacionales  | Tratados internacionales                                                                                                   | Tratados internacionales                                                                                                   | Tratados internacionales  | Tratados internacionales                                                                                                   | Tratados internacionales  | Tratados internacionales                                                                                                   | Tratados internacionales                                                                                                   | Tratados internacionales                                                                                                   | Tratados internacionales  | Tratados internacionales                                                                                                   | Tratados internacionales                                                                                                   | Tratados internacionales                                                                                                   | Tratados internacionales | Tratados internacionales                                                                                                   | Tratados internacionales    | Tratados internacionales  |
| --- | --- | ------------------------- | --- | --- | ------------------------- | --- | ------------------------- | --- | --- | --- | ------------------------- | --- | --- | --- | ------------------------ | --- | --------------------------- | ------------------------- |
| Libia | CESCR | CESCR                     | CCPR | CCPR | CCPR                      | CERD | CED                       | CEDAW | CEDAW | CAT | CAT                       | CRC | CRC | CRC | CRC                      | MWC | CRPD                        | CRPD                      |
| Libia | CESCR | CESCR-OP                  | CCPR | CCPR-OP1 | CCPR-OP2-DP               | CERD | CED                       | CEDAW | CEDAW-OP | CAT | CAT-OP                    | CRC | CRC-OP-AC | CRC-OP-SC | CRC-OP-CP                | MWC | CRPD                        | CRPD-OP                   |
| Pertenencia | Libia ha reconocido la competencia de recibir y procesar comunicaciones individuales por parte de los órganos competentes. | Ni firmado ni ratificado. | Libia ha reconocido la competencia de recibir y procesar comunicaciones individuales por parte de los órganos competentes. | Libia ha reconocido la competencia de recibir y procesar comunicaciones individuales por parte de los órganos competentes. | Ni firmado ni ratificado. | Libia ha reconocido la competencia de recibir y procesar comunicaciones individuales por parte de los órganos competentes. | Ni firmado ni ratificado. | Libia ha reconocido la competencia de recibir y procesar comunicaciones individuales por parte de los órganos competentes. | Libia ha reconocido la competencia de recibir y procesar comunicaciones individuales por parte de los órganos competentes. | Libia ha reconocido la competencia de recibir y procesar comunicaciones individuales por parte de los órganos competentes. | Ni firmado ni ratificado. | Libia ha reconocido la competencia de recibir y procesar comunicaciones individuales por parte de los órganos competentes. | Libia ha reconocido la competencia de recibir y procesar comunicaciones individuales por parte de los órganos competentes. | Libia ha reconocido la competencia de recibir y procesar comunicaciones individuales por parte de los órganos competentes. | Sin información.         | Libia ha reconocido la competencia de recibir y procesar comunicaciones individuales por parte de los órganos competentes. | Firmado pero no ratificado. | Ni firmado ni ratificado. |
| Firmado y ratificado, firmado, pero no ratificado, ni firmado ni ratificado, sin información, ha accedido a firmar y ratificar el órgano en cuestión, pero también reconoce la competencia de recibir y procesar comunicaciones individuales por parte de los órganos competentes. | |                           | | |                           | |                           | | | |                           | | | |                          | |                             |                           |

## Organización territorial
Tras la independencia de 1951 las leyes fijaron la estructura territorial de Libia en tres Gobernaciones (muhafazah, plural muhafazat): Tripolitania, Cirenaica (Barka) y Fezzan (correspondientes a las provincias del periodo otomano), pero la reforma de 1963 estableció 10 Gobernaciones. 
En la etapa de Muamar el Gadafi continuaron las modificaciones: en 1983 se abolieron las Gobernaciones y se dividió el país en 46 departamentos o municipios, las baladiyas o baladiyah (plural: baladiyat), reducidos a 25 en 1987. Posteriormente, en 1995 se introdujo una división en distritos o comunidades (shabiyat): 13 en 1995, 26 en 1998, 32 en 2001 (también se reintroducen entonces las tres regiones administrativas); y 22 en 2007 (shabiyat es en árabe un neologismo gadafiano que significa “popular, relativo al pueblo”; es decir es un neologismo para expresar el concepto de “comunidades populares”).
En 2012, tras la caída de Gadafi, mediante la Ley 59 se introdujo una nueva división administrativa, que vuelve a la denominación de baladiyas o baladiyah. Con base en esa ley, en 2013 se establecieron 99 baladiyas (un número que posteriormente se ha ampliado, hasta llegar, según parece, a 124).
En la Ley 59 de 2012 vigente, además de establecer las baladiyas o baladiyah, se estructura el Estado Libio en tres Gobernaciones, recuperando las tres divisiones más o menos históricas de Libia, es decir Tripolitania, Cirenaica (Barka / Barca) y Fezzan. Si bien en esa Ley se reintroducen como Gobernaciones (o muhafazat), la realidad es que esta previsión legal no se ha desarrollado, ya que las entidades menores (las baladiyas) se resisten a una reorganización que les restaría poder. Aunque sobre el papel las tres Gobernaciones siguen existiendo, en la práctica hoy día carecen de competencias reales y de estructuras de gobierno (están presentes más bien como regiones geográficas o históricas). 

División administrativa de Libia desde 2006 hasta 2012.

##### Municipalidades
Nombre de las municipalidades (baladiyat) según decreto de 2013 (y su correspondencia con los anteriores distritos o shabiyat del periodo 2006-2012).
| Núm. | Nombre                          | Los 22 antiguos Distritos                           | Región                           |
| ---- | ------------------------------- | --------------------------------------------------- | -------------------------------- |
| 1    | Tobruk                          | Al Butnan (Capital)                                 | Cirenaica                        |
| 2    | Musaid                          | Al Butnan                                           | Cirenaica                        |
| 3    | Al Jaghbub                      | Al Butnan                                           | Cirenaica                        |
| 4    | Derna                           | Derna (distrito) (Capital)                          | Cirenaica                        |
| 5    | Al Quba                         | Quba (Distrito) (Capital)                           | Cirenaica                        |
| 6    | Abraq                           | Derna (distrito)                                    | Cirenaica                        |
| 7    | Al Baida                        | Al Jabal al Akhdar (Capital)                        | Cirenaica                        |
| 8    | Cirene                          | Al Jabal al Akhdar                                  | Cirenaica                        |
| 9    | Sahel El-Jebel                  | Al Jabal al Akhdar                                  | Cirenaica                        |
| 10   | Umm al Rizam                    | Derna (distrito)                                    | Cirenaica                        |
| 11   | Marj                            | Al Marj (distrito) (Capital)                        | Cirenaica                        |
| 12   | Jardas al ‘Abid                 | Al Marj (distrito)                                  | Cirenaica                        |
| 13   | Tocra                           | Al Marj (distrito)                                  | Cirenaica                        |
| 14   | Abyar                           | Al Marj (distrito)                                  | Cirenaica                        |
| 15   | Qaminis                         | Bengasi (distrito)                                  | Cirenaica                        |
| 16   | Suluq                           | Bengasi (distrito)                                  | Cirenaica                        |
| 17   | Bengasi                         | Bengasi (distrito) (Capital)                        | Cirenaica (Capital histórica)    |
| 18   | Ajdabiya                        | Al Wahat (Capital)                                  | Cirenaica                        |
| 19   | Puerto de Marsa Brega           | Al Wahat                                            | Cirenaica                        |
| 20   | Kufra (en Kufra)                | Al Kufrah (Capital)                                 | Cirenaica                        |
| 21   | Tazirbu                         | Al Kufrah (distrito)                                | Cirenaica                        |
| 22   | Awjila                          | Al Wahat                                            | Cirenaica                        |
| 23   | Jikharra                        | Al Wahat                                            | Cirenaica                        |
| 24   | Jalu                            | Al Wahat                                            | Cirenaica                        |
| 25   | Marada                          | Al Wahat                                            | Cirenaica                        |
| 26   | Golfo de Sidra (Golfo de Sidra) | Sirte (distrito)                                    | Tripolitania                     |
| 27   | Sirte                           | Sirte (distrito) (Capital)                          | Tripolitania                     |
| 28   | Zamzam                          | Sirte (distrito)                                    | Tripolitania                     |
| 29   | Hun                             | Al Jufrah (Capital)                                 | Fezzan                           |
| 30   | Shatii Shargi                   | Wadi Al Shatii                                      | Fezzan                           |
| 31   | Shatii Garbi                    | Wadi Al Shatii                                      | Fezzan                           |
| 32   | Sabha (Sebha)                   | Sabha (Capital)                                     | Fezzan (Capital histórica)       |
| 33   | Murzuk                          | Distrito de Murzuk (Capital)                        | Fezzan                           |
| 34   | Eshargia                        | Distrito de Murzuk                                  | Fezzan                           |
| 35   | Wadi Utba                       | Wadi Al Shatii                                      | Fezzan                           |
| 36   | Traghan                         | Distrito de Murzuk                                  | Fezzan                           |
| 37   | Ubari                           | Wadi Al Hayaa (Capital)                             | Fezzan                           |
| 38   | Ghat - Ghat (Libia)             | Ghat (Capital)                                      | Fezzan                           |
| 39   | Bent Bayeh                      | Wadi Al Hayaa                                       | Fezzan                           |
| 40   | Misurata                        | Misurata (distrito) (Capital)                       | Tripolitania                     |
| 41   | Zliten                          | Al Murgub                                           | Tripolitania                     |
| 42   | Al Khoms                        | Al Murgub (Capital)                                 | Tripolitania                     |
| 43   | Essahl                          | Al Murgub                                           | Tripolitania                     |
| 44   | Qasr Khiar                      | Al Murgub                                           | Tripolitania                     |
| 45   | Msallata                        | Al Murgub                                           | Tripolitania                     |
| 46   | Tarhuna                         | Al Murgub                                           | Tripolitania                     |
| 47   | Bani Walid                      | Misurata (distrito)                                 | Tripolitania                     |
| 48   | Garabuli (Castelverde)          | Trípoli (distrito)                                  | Tripolitania                     |
| 49   | Tajura                          | Trípoli (distrito)                                  | Tripolitania                     |
| 50   | Trípoli (Capital de Libia)      | Trípoli (distrito) (Capital)                        | Tripolitania (Capital histórica) |
| 51   | Suani                           | Trípoli (distrito)                                  | Tripolitania                     |
| 52   | Qasr bin Ghashir                | Trípoli (distrito)                                  | Tripolitania                     |
| 53   | Janzur                          | Trípoli (distrito)                                  | Tripolitania                     |
| 54   | Andalus                         | Trípoli (distrito)                                  | Tripolitania                     |
| 55   | Wadi Rabie                      | Trípoli (distrito)                                  | Tripolitania                     |
| 56   | Abu Saleem                      | Trípoli (distrito)                                  | Tripolitania                     |
| 57   | Sbaiea                          | Trípoli (distrito)                                  | Tripolitania                     |
| 58   | Sidi Saeh                       | Trípoli (distrito)                                  | Tripolitania                     |
| 59   | Souq Elkhamis                   | Al Murgub                                           | Tripolitania                     |
| 60   | Souq al Jum'aa                  | Trípoli (distrito)                                  | Tripolitania                     |
| 61   | Al Aziziya ‘Aziziya             | Al Jfara (Jifara) (Capital)                         | Tripolitania                     |
| 62   | Zahra                           | Al Jfara (Jifara)                                   | Tripolitania                     |
| 63   | Zauiya (Zawiya)                 | Zauiya (distrito) (Capital)                         | Tripolitania                     |
| 64   | Zauiya Oeste                    | Zauiya (distrito)                                   | Tripolitania                     |
| 65   | Maya (Al Maya)                  | Zauiya (distrito)                                   | Tripolitania                     |
| 66   | Zuara (Zuwara)                  | An Nuqat al Khams                                   | Tripolitania                     |
| 67   | Sabratha                        | Zauiya (distrito)                                   | Tripolitania                     |
| 68   | Surman (Sorman)                 | Zauiya (distrito)                                   | Tripolitania                     |
| 69   | Jumayl                          | An Nuqat al Khams (Capital)                         | Tripolitania                     |
| 70   | Zaltan                          | An Nuqat al Khams                                   | Tripolitania                     |
| 71   | Ajaylat                         | An Nuqat al Khams                                   | Tripolitania                     |
| 72   | Reqdalin                        | An Nuqat al Khams                                   | Tripolitania                     |
| 73   | Baten Eljabel                   | Al Jabal al Gharbi (Montañas Nafusa/M.N.)           | Tripolitania                     |
| 74   | Garian (Gharyan)                | Al Jabal al Gharbi (Capital) (Montañas Nafusa/M.N.) | Tripolitania                     |
| 75   | Yafran                          | Al Jabal al Gharbi (M.N.)                           | Tripolitania                     |
| 76   | Kikla                           | Al Jabal al Gharbi (M.N.)                           | Tripolitania                     |
| 77   | Sorman                          | Al Jabal al Gharbi (M.N.)                           | Tripolitania                     |
| 78   | Jadu                            | Al Jabal al Gharbi (M.N.)                           | Tripolitania                     |
| 79   | Rhibat                          | Al Jabal al Gharbi (M.N.)                           | Tripolitania                     |
| 80   | Ryaina                          | Al Jabal al Gharbi (M.N.)                           | Tripolitania                     |
| 81   | Asbi'a                          | Al Jabal al Gharbi (M.N.)                           | Tripolitania                     |
| 82   | Rijban                          | Al Jabal al Gharbi (M.N.)                           | Tripolitania                     |
| 83   | Zintan                          | Al Jabal al Gharbi (M.N.)                           | Tripolitania                     |
| 84   | Dahr Eljabal                    | Al Jabal al Gharbi (M.N.)                           | Tripolitania                     |
| 85   | Haraba                          | Al Jabal al Gharbi (M.N.)                           | Tripolitania                     |
| 86   | Nalut                           | Nalut (distrito) (Capital)                          | Tripolitania                     |
| 87   | Wazin                           | Nalut (distrito)                                    | Tripolitania                     |
| 88   | El Houamed                      | Nalut (distrito)                                    | Tripolitania                     |
| 89   | Kabaw                           | Nalut (distrito)                                    | Tripolitania                     |
| 90   | Nesma                           | Nalut (distrito)                                    | Tripolitania                     |
| 91   | Eshgiga                         | Al Murgub                                           | Tripolitania                     |
| 92   | Gadamés (Ghadames)              | Nalut (distrito)                                    | Tripolitania                     |
| 93   | Qayqab                          | Derna (distrito)                                    | Cirenaica                        |
| 94   | Bi'r al Ashhab                  | Al Butnan                                           | Cirenaica                        |
| 95   | Al Qatrun                       | Distrito de Murzuk                                  | Fezzan                           |
| 96   | Tawergha                        | Misurata (distrito)                                 | Tripolitania                     |
| 97   | Alghoraifa                      | Wadi Al Hayaa (Wadi al Ajal)                        | Fezzan                           |
| 98   | Dawon                           | Al Murgub                                           | Tripolitania                     |
| 99   | Elgurda                         | Wadi Al Shatii                                      | Fezzan                           |

NOTA: Después de 2013, varios municipios han sido divididos y según la información actualizada en este momento (mayo de 2018) hay 124 municipios o baladiyas. Sin embargo, no se dispone de una lista actualizada ni de un mapa revisado.

## Geografía

Mapa de Libia.

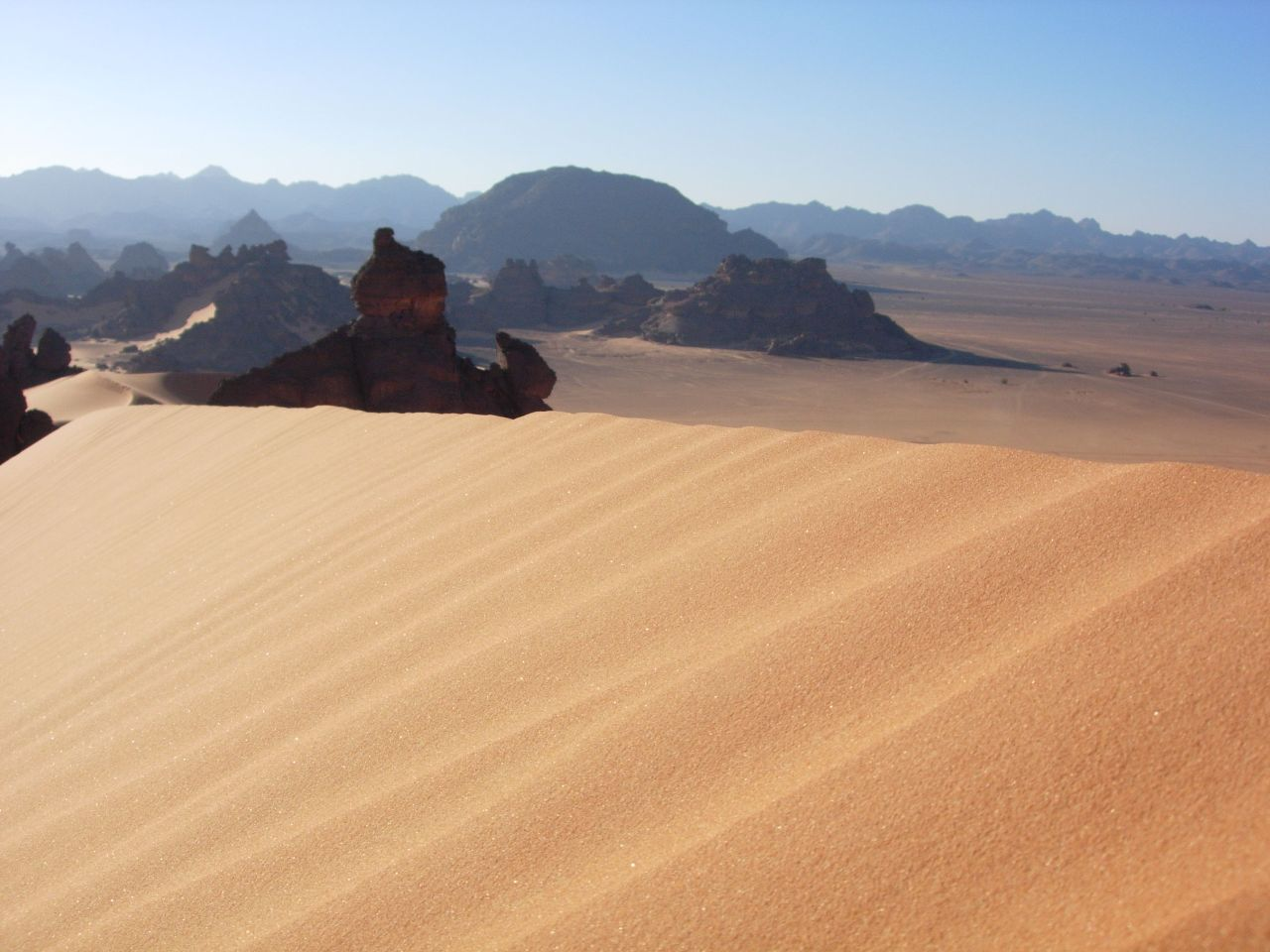
El desierto de Libia constituye el principal ecosistema del país, y uno de los lugares más inhóspitos de la Tierra.

El país se caracteriza por sus grandes extensiones de desierto sahariano que cubren la totalidad del país a excepción de una estrecha franja litoral, donde se encuentran los principales núcleos de población del país, como Trípoli y Bengasi. En la región, este desierto toma el nombre de desierto Líbico.
Libia posee 1770 km de costa sobre el mar Mediterráneo, pero en el interior del país no hay presencia de aguas superficiales. El territorio es totalmente seco, pero el subsuelo tiene reservas de agua enormes en el sur del país, en la frontera con Chad. Estas reservas forman una capa freática de agua fósil que cubre un área equivalente a la superficie total de Alemania.

### Clima
De acuerdo a la clasificación climática de Köppen, la mayor parte del territorio libio (90%) cuenta con un clima seco desértico, con veranos calurosos y temperaturas extremas. Una pequeña porción del país ubicada en la costa cuenta con un clima Mediterráneo con veranos cálidos e inviernos frescos. Las lluvias son escasas en la mayor parte del país, y solo 2% de la superficie se utiliza para la agricultura. La región más húmeda es Al Jabal al Akhdar, en el noreste, que anualmente recibe entre 400 y 600 mm de lluvia. El resto de Libia recibe menos de 400 mm de precipitaciones anuales, y algunas regiones del desierto menos de 50 mm, siendo Kufra el lugar más árido de África con una precipitación media de  0.86 mm anuales. Durante 90 años, Libia ha tenido el récord de mayor temperatura registrada, 58 °C en El Azizia en 1922, que fue invalidado en 2012 por fallos en la medición y en el lugar donde se emplazaba la estación.

### Ecología
WWF divide el desierto de Libia entre cuatro ecorregiones: la estepa del Sáhara septentrional en el norte, el desierto del Sáhara en el centro y sur, el monte xerófilo del Sáhara occidental, en las estribaciones del Tassili n'Ajjer, en la frontera con Argelia, y el monte xerófilo del macizo del Tibesti y el monte Uweinat, en el macizo del Tibesti, en la frontera con Níger.
Varias depresiones salinas (chotts) forman parte del salobral del Sáhara. En la costa hay varios enclaves de bosque mediterráneo, que se dividen entre el bosque mediterráneo norteafricano y la estepa arbustiva mediterránea.

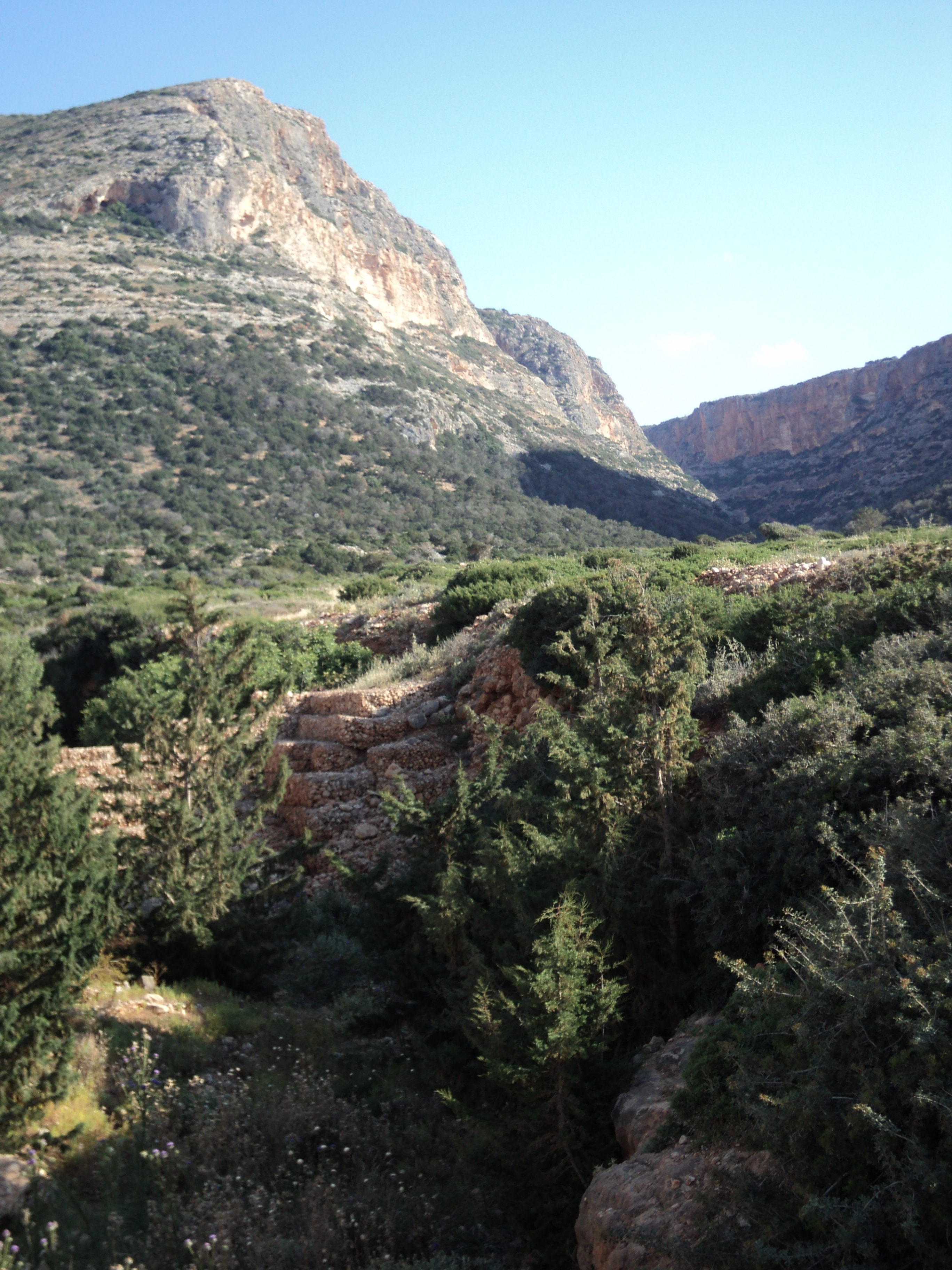
Un uadi en las montañas de Jebel Akhdar, al oeste de la ciudad de Susa, al noreste de Libia.

Libia ha sido un estado pionero en el norte de África en la protección de especies, con la creación de la zona protegida de El Kouf en 1975. La caída del régimen de Muammar Gaddafi alentó una intensa caza furtiva: "Antes de la caída de Gaddafi, incluso los rifles de caza estaban prohibidos. Pero desde 2011, la caza furtiva se ha llevado a cabo con armas de guerra y vehículos sofisticados en los que se pueden encontrar hasta 200 cabezas de gacela asesinadas por los milicianos que cazan para pasar el tiempo. También estamos siendo testigos de la aparición de cazadores sin conexión con las tribus que tradicionalmente practican la caza. Disparan a todo lo que encuentran, incluso durante la temporada de cría. Más de 500.000 pájaros son matados de esta manera cada año, cuando las áreas protegidas han sido tomadas por los jefes tribales que se han apropiado de ellas. Todos los animales que vivían allí han desaparecido, cazados cuando son comestibles o liberados cuando no lo son", explica el zoólogo Khaled Ettaieb.

### Relieve
Las dos principales zonas geográficas del país son la costa mediterránea y el desierto del Sahara. Hay varias mesetas elevadas, pero no verdaderas cadenas montañosas, a excepción del macizo de Tibesti, cerca de la frontera con Chad, que se eleva a más de 2.200 metros.

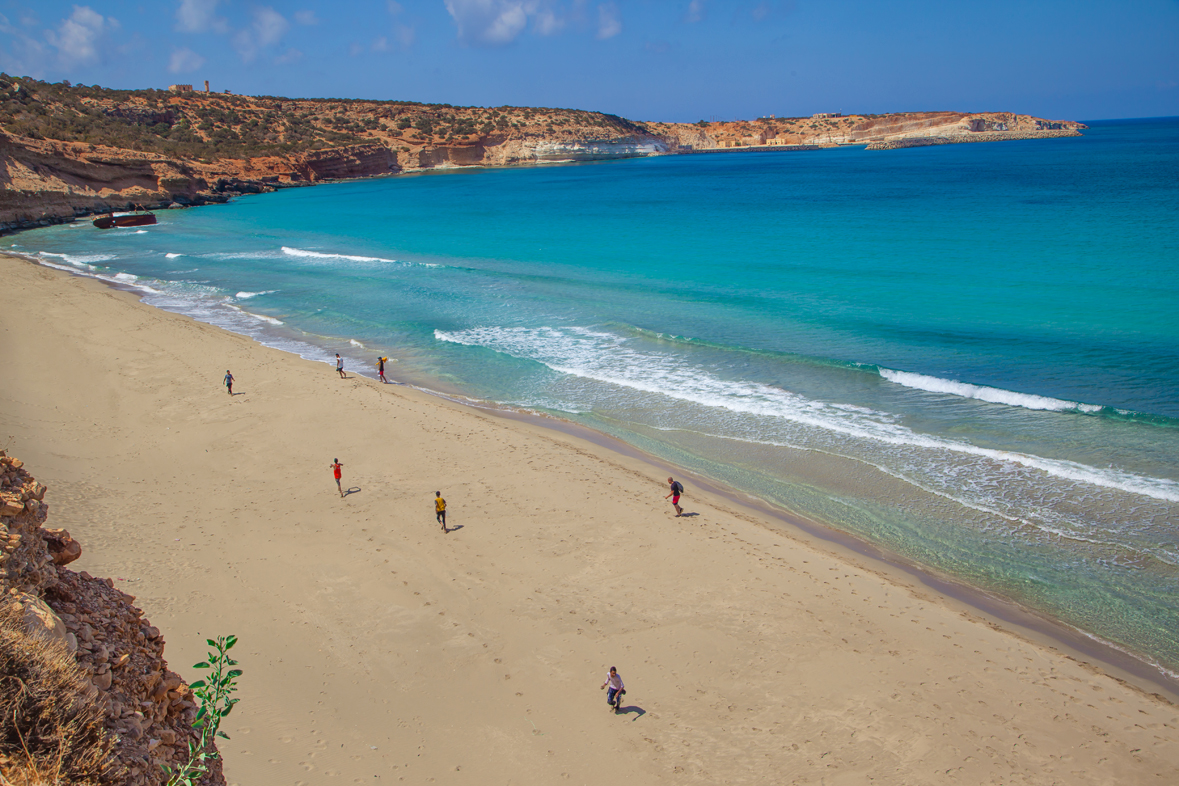
Playa de Ras Elhilal Gallaria

En el lado occidental de la costa libia, los montes Matmata, situados en Túnez, se extienden hacia Tripolitania con el djebel Nefoussa, formando una meseta de 600 a 800 metros que culmina a 981 metros cerca de la ciudad de Trípoli. Presenta un relieve más abrupto en la vertiente mediterránea, que es relativamente húmeda (300 mm anuales) y domina la llanura costera agrícola del Djeffara. La llanura costera del Djeffara tiene forma triangular, con una anchura máxima de 120 km y una superficie de 15.000 km². Se beneficia en menor medida de este relieve, que actúa como barrera frente a la influencia del desierto, con precipitaciones superiores a los 200 mm anuales. 

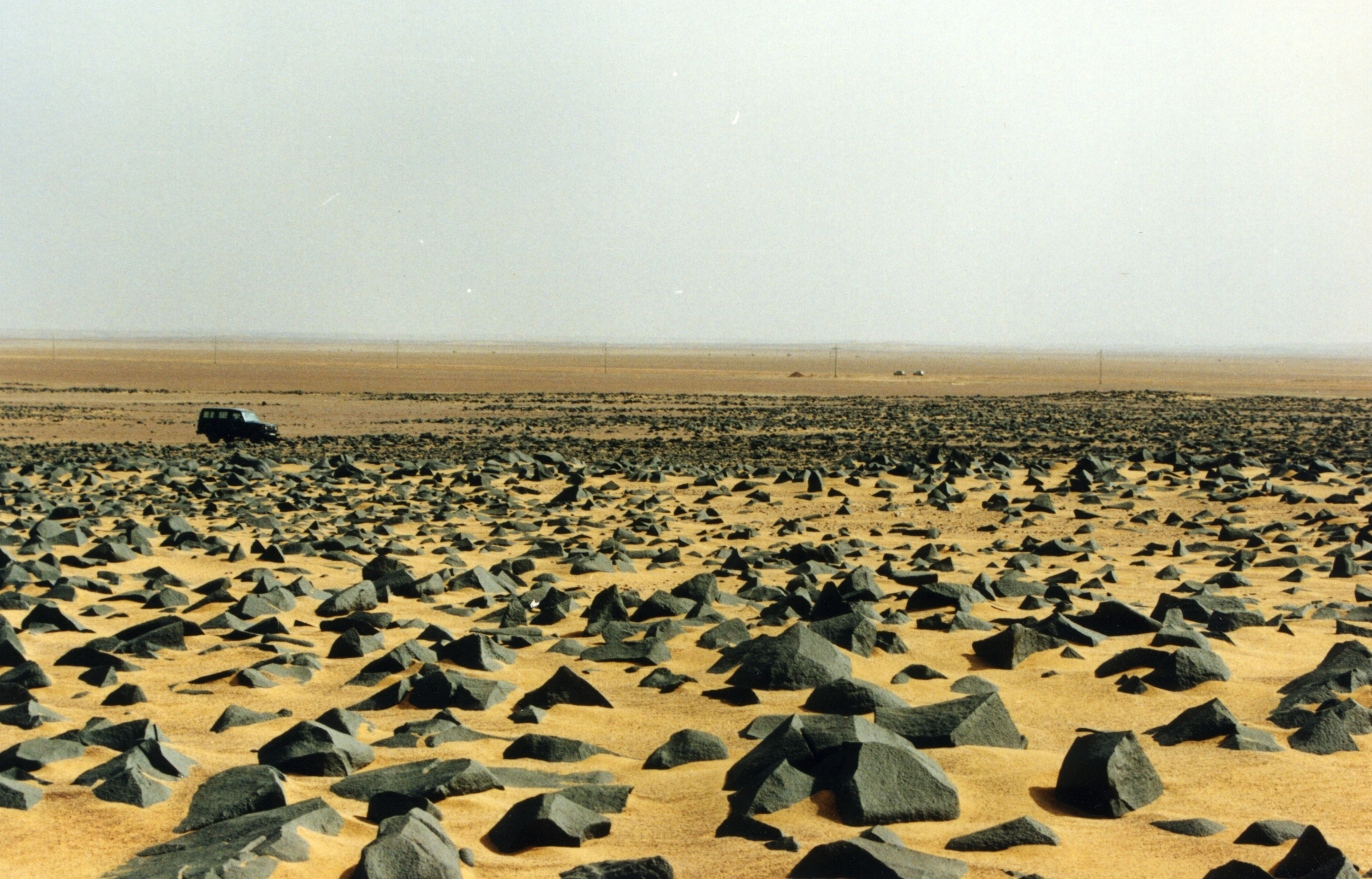
Rocas basálticas en medio del desierto en Libia

Como tal, es una de las dos zonas más densamente pobladas del país y alberga la capital. La segunda cadena costera, Jebel Akhdar, en Cirenaica, está separada de la Jeffara por un litoral desértico de 500 km de longitud, que bordea el golfo de Sirte y se considera tradicionalmente la frontera entre el Magreb y el Mashreq. Jebel Akhdar es una meseta con una altitud media de 500 metros y un pico de 872. 
Debe su nombre («montaña verde» en árabe) a su abundante pluviosidad (500 mm anuales de media), ligada a la presencia de aguas costeras más frías. Este clima alberga el único bosque auténtico del país, formado por pinos, cipreses y acebuches. Este macizo domina la llanura costera de Al Marj, donde vive la segunda población del país. Esta llanura es más pequeña que la de Djeffara y forma una media luna de 210 km de largo entre Bengasi y Derna, con una anchura máxima de 50 km.

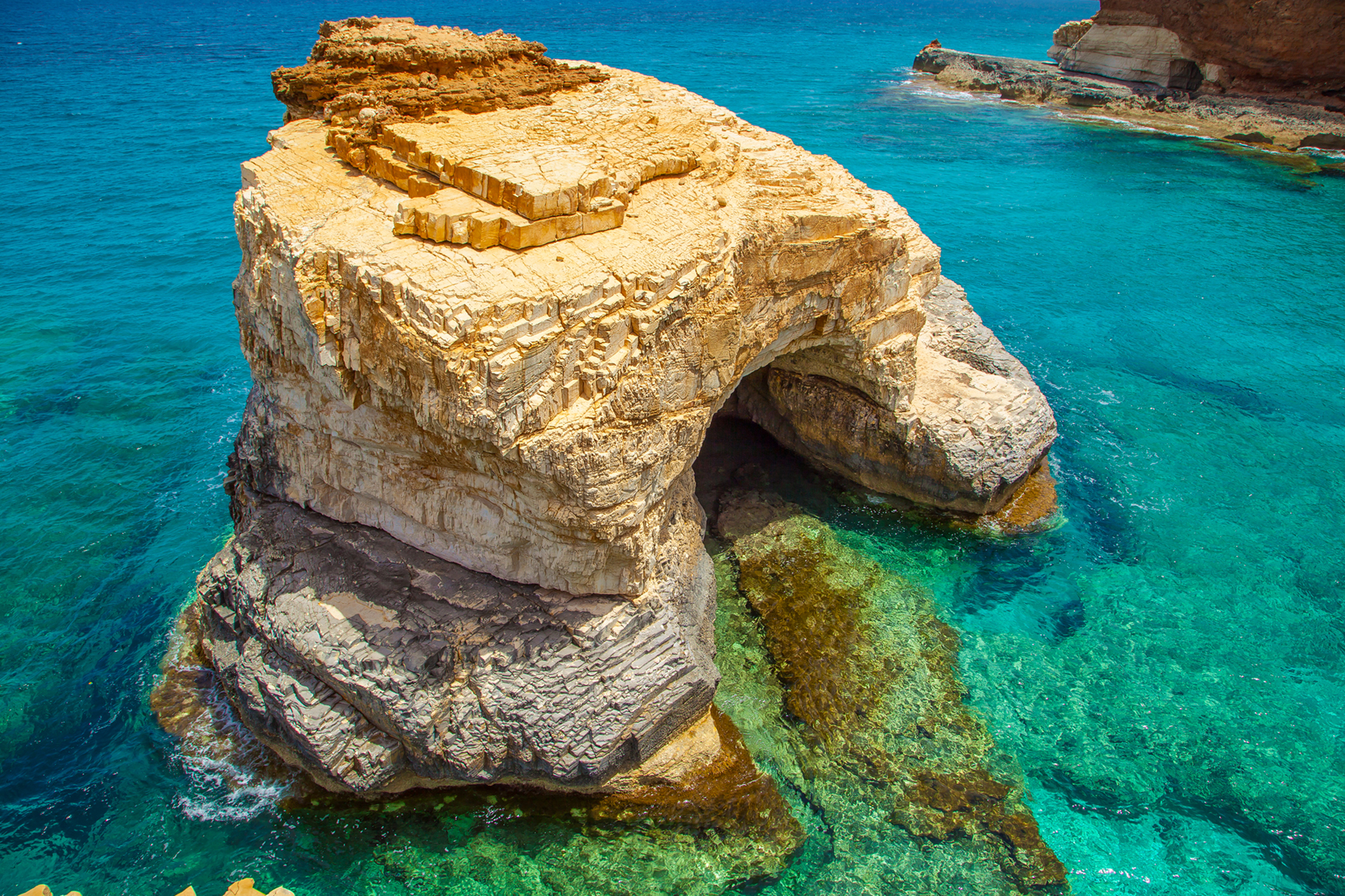
La Gran Roca de Athrun, Libia

El resto del país, más del 90% de la superficie, es una de las zonas más áridas del Sáhara. Se compone esencialmente de vastas mesetas desérticas formadas por ergs arenosos o regs rocosos, que descienden suavemente hasta el mar Mediterráneo. El desierto está jalonado por algunos relieves, como el Jebel as-Sawda, detrás del golfo de Sirte, y el pequeño macizo de Hulayq al Kabir (1.200 metros). El punto más alto del país es Bikku Bitti, con 2.267 metros, situado en la frontera con Chad y que forma parte del Duhun Tarsu, prolongación septentrional del macizo de Tibesti.
Fezzan al suroeste y el desierto libio al este, las dos principales regiones desérticas del país, sólo están pobladas en los escasos oasis como Koufra, donde la presencia de agua permite la agricultura.

## Economía

Evolución histórica del PIB per cápita de Libia

La economía de Libia se basa en el petróleo, que constituye la práctica totalidad de sus exportaciones (95 %). Libia pertenece a la OPEP desde su fundación. Asimismo hay industria relacionada con el petróleo y de refino, energía, así como de bienes de consumo, cemento y textil. La economía de Libia es la sexta de África, después de las de Sudáfrica, Nigeria, Egipto, Argelia y Marruecos.
En Libia se construye el Gran Río Artificial, uno de los proyectos de ingeniería más grandes y costosos (unos 24 000 millones de dólares) de la humanidad. Comprende la instalación de inmensas tuberías para transportar el agua de los acuíferos fósiles del Sáhara (depósitos naturales subterráneos que sobreviven desde la época en que el desierto era una fértil sabana y bosque) desde el sur del país hasta la costa, donde se concentra la población.
En la región de Kufra, al sur del país, existe un importante proyecto hídrico y de irrigación que pretende desarrollar los cultivos de vegetales en el desierto. El riego se hace con agua subterránea, ya que las lluvias en la región son prácticamente inexistentes. La irrigación se lleva a cabo a través del sistema radial. El oasis de Kufra es una de las creaciones humanas que mejor puede verse desde el espacio. Cada círculo tiene aproximadamente 1 km de diámetro.

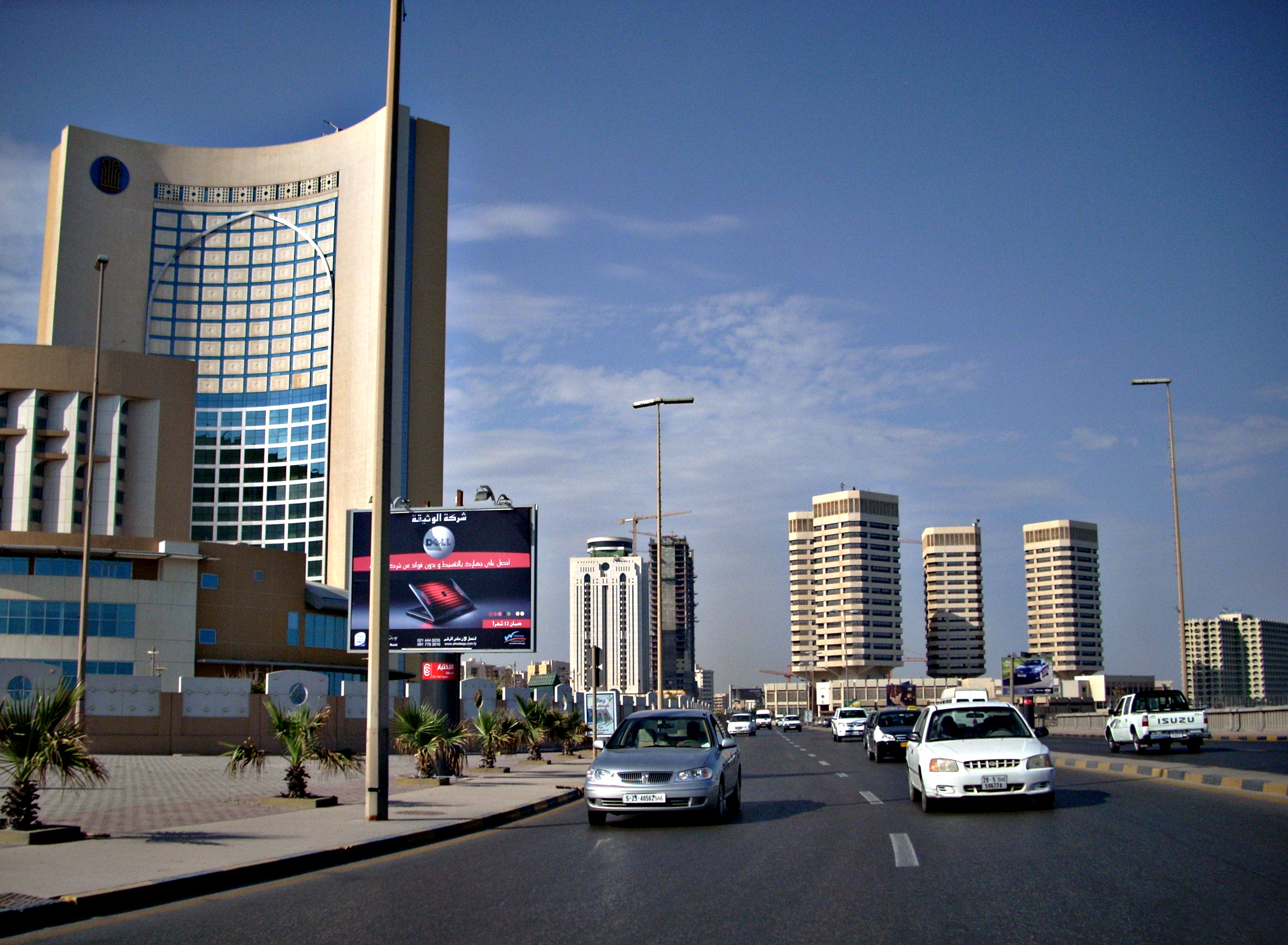
Zona financiera de Trípoli.

En 2017, el 60% de la población libia sufre de malnutrición. 1,3 millones de personas de una población total de 6,4 millones están esperando ayuda humanitaria de emergencia.

### Agricultura

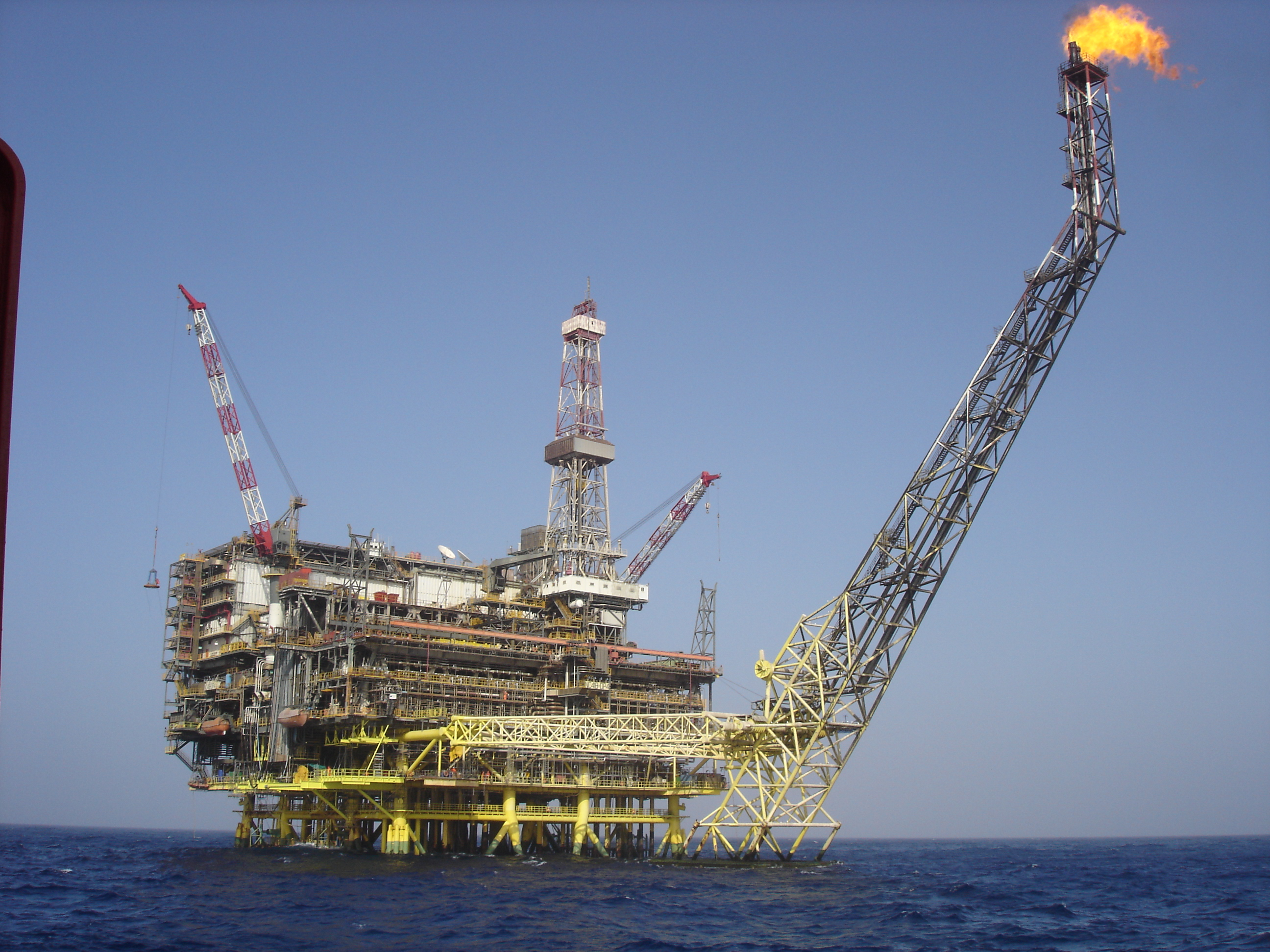
Plataforma petrolífera de la empresa italiana ENI en el yacimiento libio de Bouri.

El territorio cultivable de Libia se encuentra en la zona norte, en la región de Tripolitania.
El 17 % de la población activa de Libia trabaja en la agricultura.
Los principales cultivos en Libia son de:
- Cereales (215 000 toneladas)
- Fruta (385 000 toneladas)
- Hortalizas (850 000 toneladas)
- Oleaginosas (45 000 toneladas)

Solo el 1,2 % del territorio libio es de suelo cultivado, el 0,2 % de manera permanente, teniendo que importar el 75 % de los alimentos consumidos en el país.

### Minería
El petróleo es el principal recurso de Libia, que pertenece a la OPEP, seguido del gas. Es la fuente de ingresos más importante, 50 % de los ingresos estatales y 25 % del PIB. En el 2002 la producción de crudo de Libia fue de 481 589 800 barriles.
Libia tiene las séptimas mayores reservas de gas natural a nivel mundial después de Venezuela, Arabia Saudita, Irán, Iraq, los Emiratos Árabes Unidos y Kuwait (2023).
En cantidades menores, Libia produce otros minerales, tales como el Potasio y la Sal marina y tiene depósitos de yeso.

### Moneda
El dinar libio es la unidad monetaria. En el 2003, 1,29 dinares equivalían a 1 dólar estadounidense. El Banco Central de Libia es el banco emisor del país, regula créditos y supervisa el sistema financiero. El Banco Exterior Árabe de Libia se creó en 1972, para gestionar las actividades en el exterior.

### Transporte y comunicaciones
Las principales carreteras del país transcurren por la costa, conectan Trípoli con Túnez, Bengasi con Tobruk, y Alejandría. La principal carretera al centro del país es la que une la ciudad de Sabha con las ciudades costeras. Libia tiene aproximadamente 100 024 km de carreteras, de las cuales el 57,214 % están pavimentadas.
El principal servicio de Transporte Aéreo se encuentra en las ciudades de Trípoli y Bengasi, ambas con vuelos internacionales. Libia cuenta con 137 aeropuertos repartidos por todo el país.
En cuanto al transporte marítimo, los principales puertos son Trípoli, Marsa al Burayqah, Ra's Lanuf, Bengasi, Tobruk y Misurata.
El sistema de telecomunicaciones de Libia se encuentra a cargo del Estado, pero desde 2007 cuenta con un canal de televisión y una emisora de radio independientes.

## Demografía

Mapa de la composición étnica y tribal de Libia.

La población de Libia pasó de tener cerca de un millón de habitantes —en su mayoría nómadas— al final de la Segunda Guerra Mundial, a integrar 6 888 388 habitantes en la actualidad (2023). A pesar de haberse multiplicado por seis en este periodo, la densidad de población del país es una de las más bajas del mundo, debido a la gran extensión de su territorio.

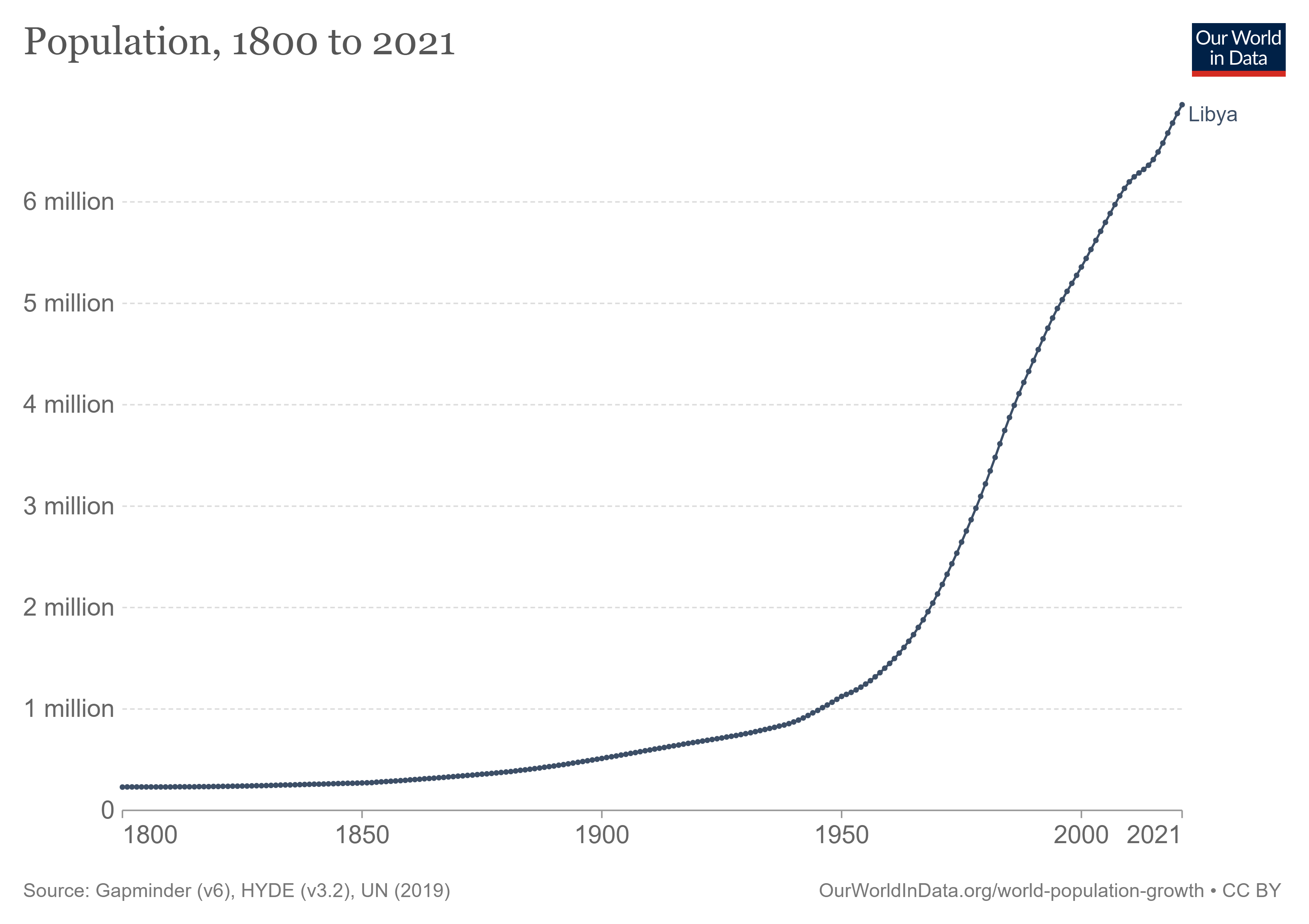
Crecimiento de la población desde 1800.

Más de tres cuartos de la población (78 %) viven en ciudades. Las principales ciudades de Libia son:
- Trípoli: 1 302 947 habitantes.
- Bengasi: 757 490 habitantes
- Misurata: 355 657 habitantes
- Tobruk: 210 000 habitantes.
- Al Khoms: 202 000 habitantes.

Libia cuenta con un 3 % de población inmigrante, resultado de la situación económica privilegiada del país dentro de los estándares de África. En 2020 contaba con 826 537 extranjeros.
Tiene una de las tasas de mortandad más bajas del mundo, 3,4 por 1000 habitantes, y una alta tasa de nacimientos, 24,04 por cada mil habitantes.

### Composición étnica y tribal
La composición étnica y tribal de Libia es fruto de un complejo proceso histórico de migraciones humanas que comienza tan pronto como en el año 8000 a. C. y que actualmente aún explica la realidad política y social de la nación africana.
Aunque las fronteras libias fueron formalmente definidas en el siglo XX, estas responden a la voluntad de los poderes coloniales europeos y fallan en representar la complejidad étnica del país, compuesto principalmente por pueblos de origen árabe y bereber —incluyendo a los tuareg— y de la llamada África negra.
Se cree que el país se compone de cerca de 140 tribus y clanes diferentes, muchos de las cuales se extienden hasta Túnez, Egipto o el Chad. Solo el 15% de la población no tiene ninguna afiliación tribal.

### Religión

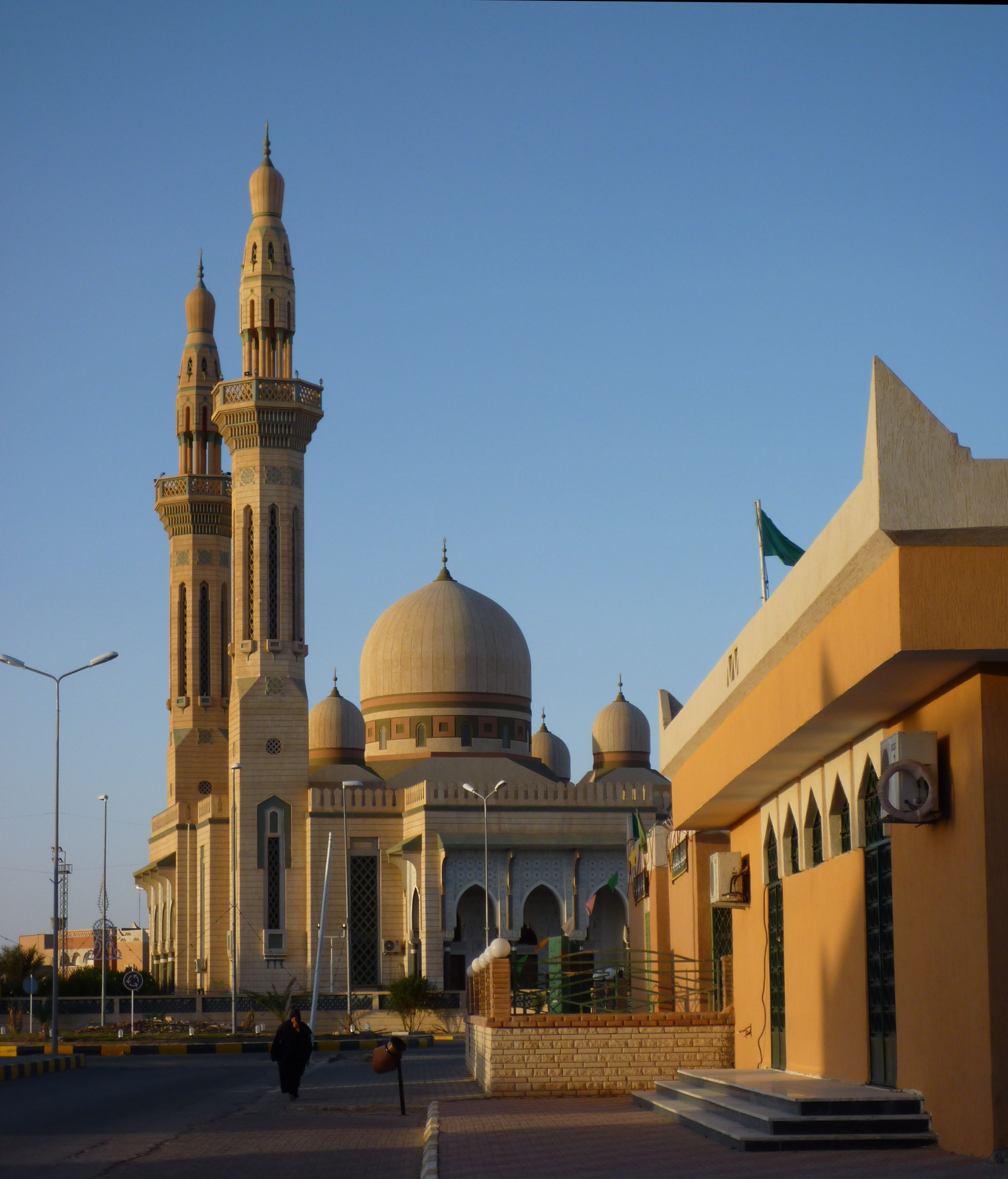
Mezquita en Gadames, cerca a la frontera con Túnez y Argelia. El 97 % de los libios son seguidores del islam.

La religión predominante en Libia es principalmente el islam suní, que es practicado por el 97% de la población. El islam es la religión oficial del estado. Una pequeña parte de la población, el 0,70 %, es católica.
El Informe sobre Libertad Religiosa Internacional de 2004 señalaba que "obispos, sacerdotes y monjas visten libremente sus trajes religiosos en público y no denuncian prácticamente ninguna discriminación", al tiempo que "disfrutan de buenas relaciones con el Gobierno". El informe también indicaba que los miembros de religiones minoritarias afirmaban "no sufrir acoso por parte de las autoridades ni de la mayoría musulmana a causa de sus prácticas religiosas". La International Christian Concern no incluía a Libia entre los países donde existe "persecución o discriminación grave contra los cristianos".
La situación de los cristianos se ha deteriorado mucho desde 2011, y las conversiones al cristianismo pueden ser castigadas con la muerte. El régimen de Trípoli se pliega a las presiones de Catar y Turquía para endurecer la Sharía.

### Idioma
Los idiomas oficiales son el árabe y el bereber. El italiano y el inglés son ampliamente comprendidos en las ciudades. El árabe libio es la variedad del árabe hablada en el país que cuenta con dos variantes: la occidental, hablada en Trípoli, y la oriental, hablada en Bengasi.

### Salud
En 2010, los gastos en salud representaban el 3,88% del PIB nacional. En 2009, había 18,71 médicos y 66,95 enfermeras por cada 10 000 habitantes. La esperanza de vida al nacer era de 74,95 años en 2011, 72,44 años para los hombres y 77,59 años para las mujeres.

### Educación
En 2004 había más de 1,7 millones de estudiantes libios, de estos, más de 270.000 se encontraban en algún curso de educación superior. La educación básica es gratuita y obligatoria para todos sus ciudadanos, hasta la escuela secundaria. En 2010, la tasa de alfabetización era de 89,2%, uno de los índices más altos en el continente africano. Luego de la independencia de Libia en 1951, un decreto real estableció su primera universidad en Bengasi, la Universidad de Libia. En el ciclo escolar 1975-76, el número de estudiantes universitarios se estimó en 13.418. Para 2004, esta cifra había sobrepasado los 200.000 estudiantes, además de otros 70.000 inscritos en el sector de escuelas técnicas y vocacionales. El rápido incremento en el número de aspirantes a educación superior se vio reflejado en el aumento en el número de instituciones universitarias del país.

## Cultura

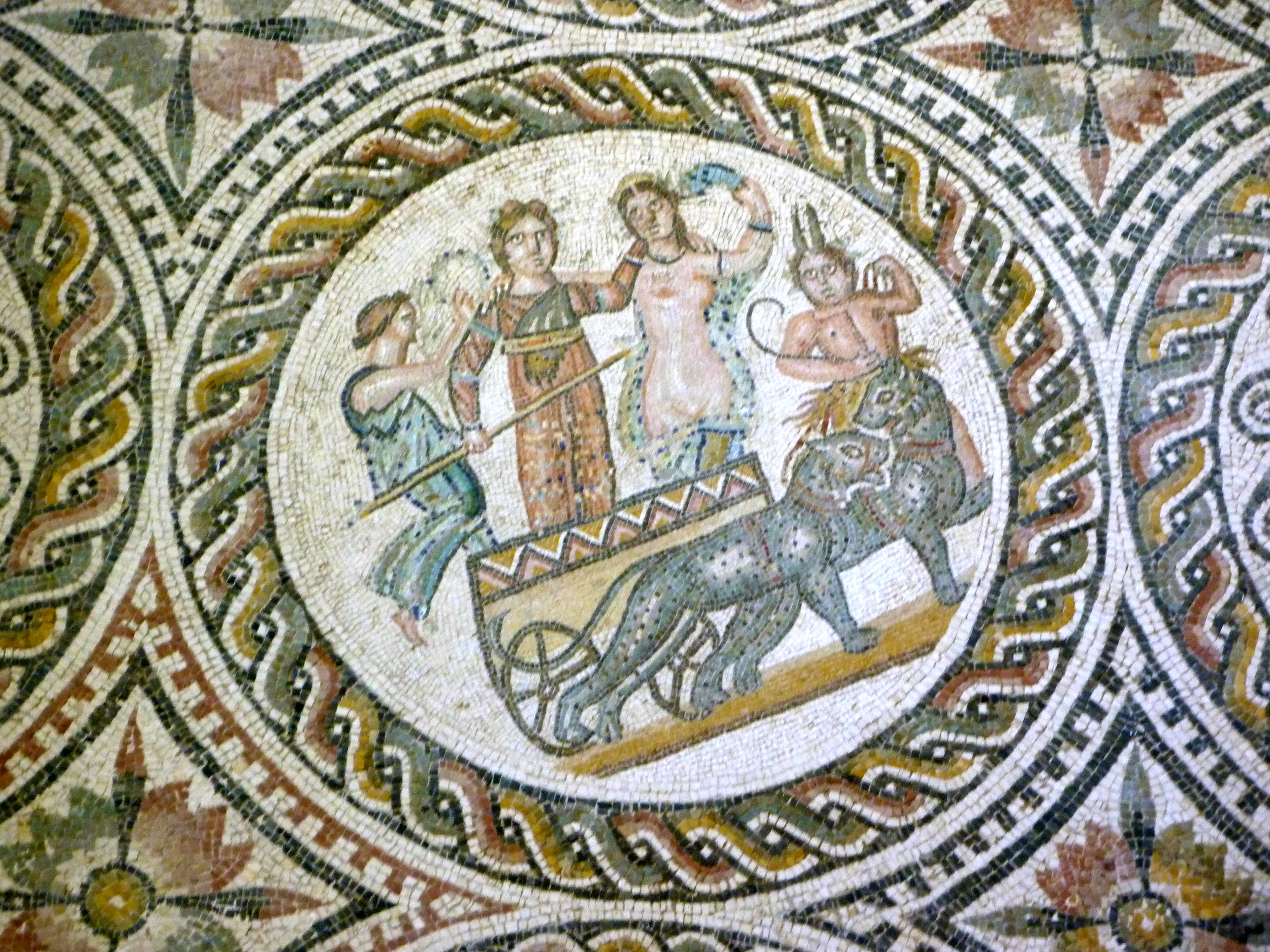
Mosaico romano de Sabratha.

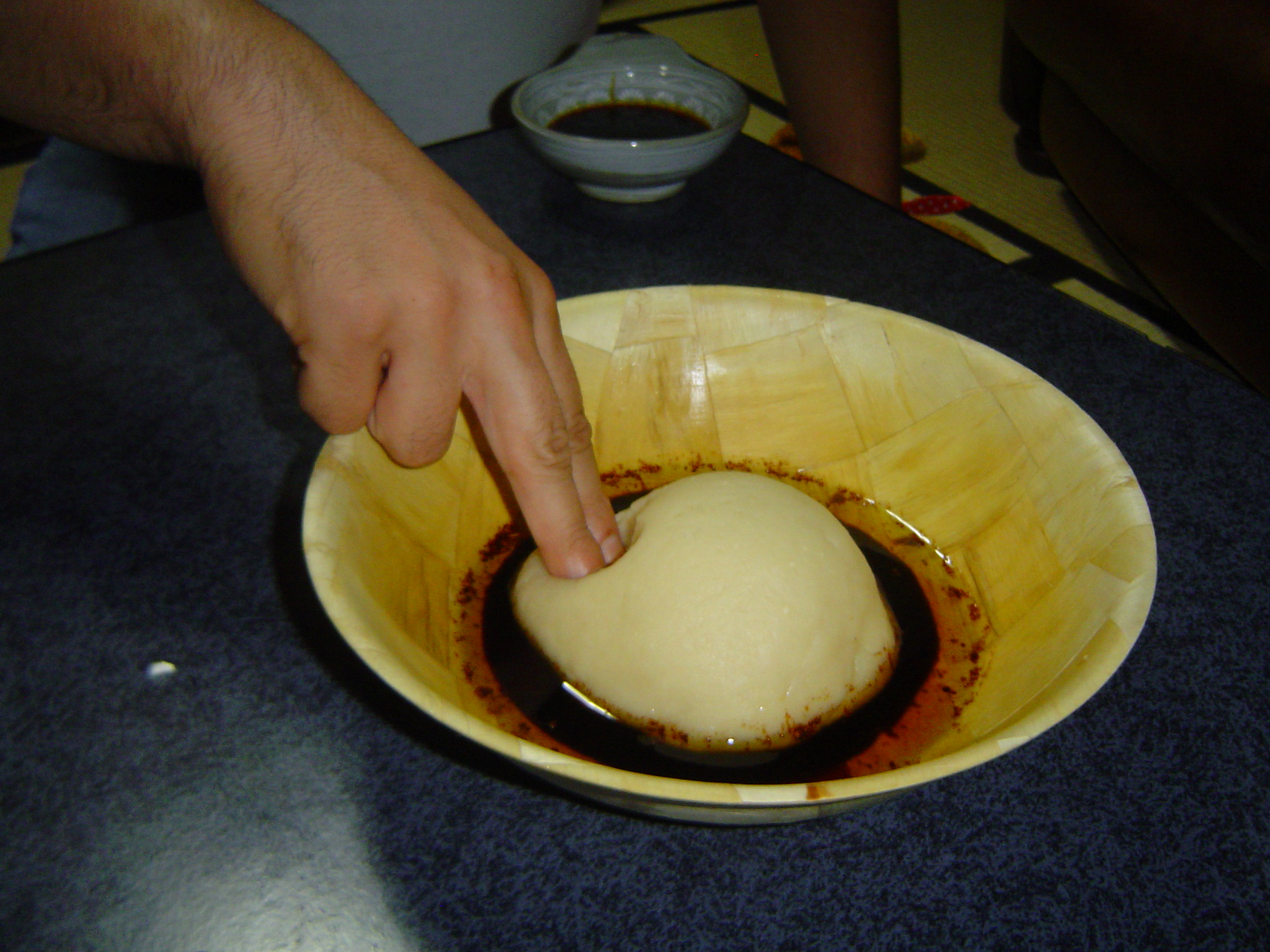
Tradicionalmente, la asida libia se come con los dedos índice y medio.

La cultura de Libia es similar a la de las otras naciones del Magreb. Además, los libios se consideran parte de la comunidad musulmana y gran parte de sus tradiciones y costumbres se rigen por la religión islámica. 82,6 % de la población libia sabe leer y escribir, y los jóvenes estudian hasta una media de 17 años.
Debido a la dictadura, por muchos años no hubo teatros públicos, y solo unas cuantas salas de cine proyectaban largometrajes extranjeros. Las tradiciones autóctonas aún se encuentran vivas y muy arraigadas por la población, de modo que existen muchos grupos que interpretan música y danzas folclóricas en festivales a nivel nacional e internacional. Los documentos y archivos oficiales del país se encuentran en la capital, Trípoli, donde también se encuentra la Biblioteca nacional. Sin embargo, la mayor biblioteca del país, que contiene unos 300.000 volúmenes, se encuentra en la ciudad de Bengasi, en la Universidad de Garyounis. La mayoría de los museos del país se encuentran en Trípoli, destacando el Museo de Leptis Magna en la ciudad de Al Khoms.
Libia cuenta con cinco sitios declarados Patrimonio de la humanidad por la Unesco: el sitio arqueológico de Leptis Magna, el sitio arqueológico de Sabratha, sitio arqueológico de Cirene, el sitio rupestre de Tadrart Acacus y la Ciudad vieja de Ghadames.

### Gastronomía
La gastronomía de Libia se entronca con las tradiciones del Mediterráneo y norte de África, con una influencia italiana, un legado de los días en que Libia era una colonia italiana. Así, al igual que en el resto del norte de África, en Libia se encuentra el cuscús, un alimento que consiste en granos de sémola de trigo duro con verduras y garbanzos, que se acompaña con una carne de cordero, pollo o en ocasiones de camello.
Uno de los platos libios más populares es una sopa espesa fuertemente condimentada, denominada Sharba Libiya o sopa libia. Sharba Libiya contiene muchos ingredientes de muchos otros platos libios, tales como cebollas, tomates, cordero (o pollo), pimientos, pimienta de Cayena, azafrán, arvejas (guisantes), menta, cilantro y perejil.
La asida es un plato árabe consistente en un trozo de masa de harina de trigo cocido, similar a las gachas. La variante libia del asida se sirve con un jarabe dulce, normalmente miel de dátil (rob), pero también con miel.

## Deportes
El deporte con más seguidores en Libia es el fútbol, donde la selección de fútbol de Libia está entre las mejores del norte de África. Su primera victoria fue ganar el Campeonato Africano de Naciones de 2014, el 1 de febrero de 2014 ante Ghana en Sudáfrica. El estadio con mayor aforo del país es el Estadio 11 de Junio, en la capital. El segundo deporte más practicado es el baloncesto, sobresaliendo en este, la selección de Libia que consiguió el 5.º lugar en el Afrobasket 1965.
Un campeonato muy conocido en Libia es la Vuelta a Libia, en la que equipos de ciclistas compiten en hacer un recorrido alrededor del país con salida en Trípoli y llegada en otro punto de Libia durante cada mes de marzo. El ciclismo en Libia, que fue introducido en el país por los colonizadores italianos, está muy valorado y las rutas para hacer la vuelta son normalmente las mismas. Otros deportes muy practicados, aunque de difícil acceso son el golf, el tenis, la equitación y la natación. Para el golf, el tenis o la natación, hay que ir a campos de golf en las ciudades más pobladas del país o a pistas de tenis y canchas para jugar a tenis. También las playas de Bengasi se consideran el mejor lugar para hacer surf, windsurf o kitesurf, mientras que cerca de Trípoli destaca la vela.